# جورج أورويل
إريك آرثر بلير (بالإنجليزية: Eric Arthur Blair)‏ هو الاسم الحقيقي لجورج أورويل (بالإنجليزية: George Orwell)‏ وهو الاسم المستعار له والذي اشتهر به (25 يونيو 1903م - 21 يناير 1950م). هو صحافي وروائي بريطاني. عمله كان يشتهر بالوضوح والذكاء وخفة الدم والتحذير من غياب العدالة الاجتماعية ومعارضة الحكم الشمولي وإيمانه بالاشتراكية الديمقراطية. يُعتَبَر القرن العشرون أفضل القرون التي أرّخت الثقافة الإنجليزية، كتب أورويل في النقد الأدبي والشعر الخيالي والصحافة الجدلية. أكثر عمل عرف به هو عمله الديستوبي رواية 1984 التي كتبها في عام 1949م وروايته المجازية مزرعة الحيوان عام 1945م، وقد تم بيع النسخ منهما معا أكثر من أي كتاب آخر لأي من كتّاب القرن العشرين. كتابه تحية لكتالونيا في عام (1938) كان ضمن رصيد خبراته في الحرب الأهلية الإسبانية، والمشهود به على نطاق واسع على أنه مقاله الضخم في السياسية والأدب واللغة والثقافة. في عام 2008م وضعته صحيفة التايمز في المرتبة الثانية في قائمة «أعظم 50 كاتب بريطاني منذ عام 1945» استمر تأثير أعمال أوريل على الثقافة السياسية السائدة ومصطلح أورويلية الذي يصف ممارسات الحكم الاستبدادي والشمولي والتي دخلت في الثقافة الشعبية مثل ألفاظ عديدة أخرى من ابتكاره مثل الأخ الأكبر والتفكير المزدوج والحرب الباردة وجريمة الفكر وشرطة الفكر. عانى أورويل من مرض السل في وقت مبكر، وتُوفِيَ في العام 1950 ولم يبلغ حينها سوى السادسة والأربعين من العمر.

## حياته

### النشأة والتعليم
ولد إيريك آرثر بلير في 25 يونيو عام 1903، في موتيهاري في ولاية بيهار الهندية لأسرة من الطبقة المتوسطة. جد إيريك الكبير (شارلز بلير) كان رجل دولة غني في (دورست) والذي تزوج السيدة (ماري فان) ابنة (ثوماس فان) إيرل ويستمورلاند الثامن، والذي كان ثريّا بسبب امتلاكه لأراض زراعية في جامايكا. أما جده (توماس ريتشارد آرثر بلير) فقد كان من رجال الدين ومع أن الهبة انتقلت عبر الأجيال إلا أن الثراء لم يفعل، فقد وصف إيريك بلير أسرته على أنها - أعلى من الطبقة المتوسطة -. فأبوه (ريتشارد ويلمسري بلير) كان يعمل موظفاً صغيراً في الإدارة المدنية البريطانية بالـهند في دائرة الأفيون، وأمه (أيدا ميدا بلير) (née Limouzin) والتي ترعرعت في مولمين بورما كانت ابنة تاجر أخشاب فرنسي بسيط في بورما.
كان لإيريك أختان (مارجوري) التي تكبره بخمس سنوات و (أفريل) التي تصغره بخمس سنوات. حينما كان عمر إيريك سنة واحدة نقلته أمه مع أخته إلى إنجلترا. ترعرع إيريك في شركة أمه وأخواته، ومنفصلاً عنهن لفترة قصيرة في صيف عام 1907 ولم يروا والدهم ريتشارد حتى عام 1912. في يوميات أمه التي كتبتها في عام 1905 وصفت محيطاً حيوياً مليئاً بالنشاطات الاجتماعية والاهتمامات الفنية. انتقلت العائلة إلى (شبليك) قبل الحرب العالمية الأولى حيث أصبح إيريك صديقاً لعائلة (باديكم) وبالخصوص ابنتهم (جاسينثا). عندما ألتقيا لأول مرة، كان واقفاً رأساً على عقب مستنداً على رأسه في الحقل وعندما سُئل لماذا قال: «يمكنك ملاحظة الكثير من الأمور حينما تقف رأساً على عقب أكثر مما تفعله إن كنت واقفاً بشكل طبيعي». كان إيريك و (جاسينثا) يقرآن ويكتبان الشعر ويحلمان بأن يصبحا كاتبين مشهورين، وقال أنه قد يقوم بكتابة كتاب على نفس طريقة (هـ.ج. ويلز) وكتابه (يوتيوبيا الحديثة). في هذه الفترة كان أيضا يستمتع بـإطلاق النار وصيد السمك ومراقبة الطيور مع إخوة وأخوات (جاسيثا).

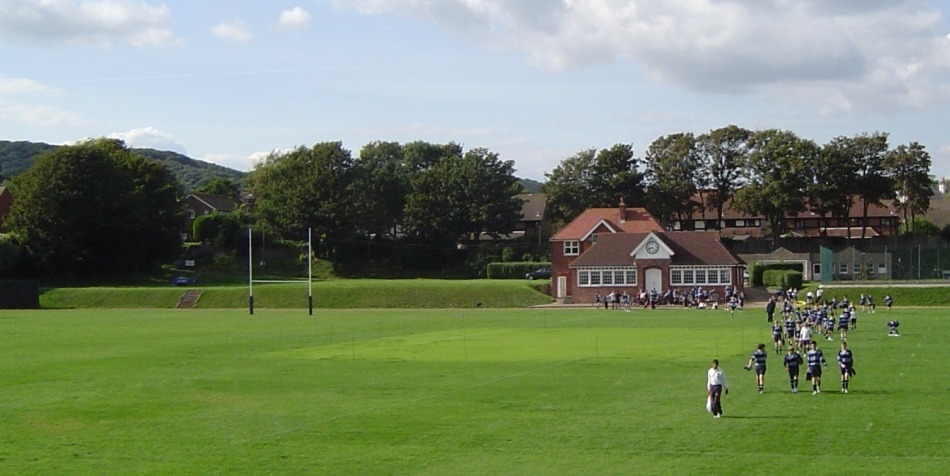
شارع Blair's time الذي استلهم منه مقاله (هكذا، هكذا كانت الأفراح)

عندما بلغ عمر الخامسة أُرسل إيريك كطالب صباحي إلى مدرسة الدير في هينلي الواقعة على نهر التايمز والتي انضمت إليها (مارجوري). كانت كنسية الرهبان الرومان الكاثوليك تدار بواسطة راهبات أورسلين الفرنسيات اللاتي نُفين من فرنسا بعد حظر التعليم الديني في عام 1903. كانت أمه تريد له أن يقوم بتحصيل الدراسة في المدارس الحكومية لكن عائلته لم تكن تستطيع توفير تكاليف المدرسة وكان يحتاج الحصول على منحة دراسية.
شقيق (أيدا بلير) (تشارلز ليموزن) أوصى بـ (مدرسة سانتا قبرص) وإيستبورن شرق سسكس. ليموزن، وهو لاعب جولف ماهر، كان معروف لدى ناظر المدرسة من خلال نادي (أستبون) الملكي للغولف حيث فاز في عدة مسابقات 1903 و1904. قام مدير المدرسة بمساعدة أريك للفوز بمنحة دراسية، وقام بوضع ترتيبات خاصة تسمح لأبوي أريك بدفع نصف الرسوم المعتادة. في سبتمبر 1911 وصل أريك لمدرسة سانت قبرص. درس أريك في المدرسة خلال الخمس سنوات التالية وكان يعود لمنزله فقط في العطل الدراسية. لم يكن يعلم أي شيء عن الرسوم الدراسية المخفضة على الرغم من أنه «عرف بملاحظته عن نفسه أنه قادم من بيت فقير». بلير كره الدراسة وكتب في سنوات لاحقة مقال «هذه وتلك مكان الفرحة»، والتي نشرت بعد موته، اعتماداً على وقته في المدرسة. في مدرسة سانت قبرص التقى بريل لأول مرة بـ (سيريل كولوني)، والذي أصبح فيما بعد كاتباً مشهوراً، ورئيس تحرير مجلة (الأفق).
كجزء من عمله، كتب بلير قصيدتين وقد نشرتا في الجريدة المحلية وجاء في المرتبة الثانية بعد (كولوني) في جائزة هارو للتاريخ وأشاد بعمله مفتش المدرسة الخارجي وحصل على منحة دراسية في كليتي ويلينغتون وأيتون. لكن منحة كلية أيتون لم تكن تضمن له مكان ولم تكن متوفرة على الفور فاختار البقاء في مدرسة سانت قبرص حتى 1916 في حال ما أصبحت كلية أيتون متاحة له. في يناير عندما بلغ الثالثة عشرة حصل على منحة للدراسة في ويلينغتون حيث أمضى هناك فترة الربيع. في مايو 1917 أصبح هناك مكان متاح في كلية أيتون بكرسي الملك الدراسي. درس في كلية أيتون حتى ديسمبر عام 1921، حين ترك الدراسة في سن الثامنة عشر والنصف. ويلينغتون بغيضة هذا ما أخبرته به صديقة الطفولة (جاسيثا بادكوم) لكنه قال أنه كان هناك مستثار الأنتباه وسعيدا في أيتون. معلمه الرئيسي كان (أي.أس.أف غاو) خريج جامعة الثالوث المقدس في كامبريدج وهو أيضا من قدم له النصح فيما بعد بخصوص وظيفته. بلير درس الفرنسية باختصار شديد على يد (ألدوس هكسلي) و (ستيفن رونزمون) والذي كان في كلية أيتون مع بلير وأشار إلى أنه هو والطلاب المعاصرين كانوا مقدرين لموهبه (هكسلي) اللغوية. (سيريل كونولي) تبع بلير إلى أيتون لكن لأنها درسا في سنوات مختلفة فإنهما لم يرتبطا مع بعضهما البعض.
تقارير الأداء الأكاديمي لبلير أشارت إلى أنه أهمل دراسته الأكاديمية ولكن خلال فترة وجوده في أيتون عمل مع (روجر مينوس) لإنتاج مجلة الكلية، في انتخابات التايمز انضم في إنتاج منشورات أخرى مثل أيام الجامعة والفقاعات والزقيق، وشارك في لعبة حائط أيتون (وهي شبيهة بكرة القدم أو الريجبي). والداه لم يكونا يستطيعان تحمل عبء إرساله إلى جامعة أخرى بدون حصوله على منحة دراسية جديدة، وقد استخلصا من خلال تقاريره الدراسية السيئة أنه لن يكون قادرا على الحصول على واحدة. أشار (رونزمون) إلى أنه كانت لديه فكرة رومانسية عن الشرق وقد قررت عائلته أن بلير عليه الالتحاق بسلك الشرطة الهندية وقرر السفر عام 1922م للعمل في الشرطة الإمبراطورية الهندية. لهذا السبب كان عليه أن يتجاز أمتحان القبول. والده تقاعد في ساوث وولد والتي تسمى سوفلك في وقتنا المعاصر، بلير التحق بمدرسة موجهة والتي تسمى (كريغ هرست)، وطور من فهمه الكلاسيكي في الإنجليزية والتاريخ. بلير نجح في الاختبار وخرج في المركز السابع من ال26 مرشحا الحاصلين على علامة النجاح.

### شرطة بورما
عاشت جدة بلير من أمه في مولمين لذلك اختار تعيينه في بورما. في أكتوبر 1922 أبحر على متن سفينة هيرفورد /شريفة/ عبر قناة السويس وسيلان للانضمام إلى شرطة الإمبراطورية الهندية في بورما، بعد شهر وصل إلى رانغون وسافر إلى مدرسة تدريب الشرطة في ماندلاي، وبعد تعيين قصير في ميميو في محطة بورما الرئيسية في التل عين في خفر الحدود في ماينغمايا في دلتا أيروادي في بداية عام 1924.
عمله كشرطي إمبراطوري منحه مسؤوليات ضخمة، بينما كان معظم أقرانه لا يزالون يدرسون في جامعات إنجلترا. بعدها تم تكليفه في في الشرق الأقصى في دلتا توانتي كضابط فرعي، وكان مسؤول عن أمن قرابة 200 ألف شخص. في نهاية عام 1924 تم ترقيته إلى مساعد مدير المنطقة، وتم تعيينه في سيريام القريبة من رينغون. في سيريام كان معمل تكرير النفط التابع لشركة بورما النفطية " الأرض المحيطة هي نفايات فارغة، الحياة النباتية قُتلت بواسطة أبخرة ثاني أكسيد الكربون المنسكبة في الليل والنهار من أنابيب التصريف في معمل التكرير." لكن المدينة كانت بقرب رينغون الذي يُعد ميناءً عالمياً، وبلير كان يقصد المدينة كلما استطاع وذلك لمعاينة متجر الكتب ولالتهام طعام مطبوخ بشكل جيد، وللابتعاد عن روتين الحياة الممل والقاتل للشرطة." في سبتمبر 1925 ذهب إلى إنسين، مقر سجن إنسين ويعد ثاني أكبر سجن في بورما/ وفي إنسين حصل على "أحاديث مطولة في كل الأحاديث الممكنة"مع ماريا إليسا انجفورد-راي (والتي تزوجت فيما بعد كازي لاندوب دورجي). هي أشارت إلى " حس العدالة المطلقة في أدق التفاصيل" مشيرة إليه.
Blair's time at St. Cyprian inspired his essay "Such, Such Were the Joys".
في أبريل 1926 انتقل إلى مولمين، حيث عاشت جدته من أمه. في نهاية تلك السنة تم نقله إلى كاثا في بورما العليا، حيث أصيب بحمى الضنك في عام 1927.كان مستحقا لإجازة في إنجلترا ذلك العام وكان يمكنه العودة في يوليو نظراً لظروف مرضه. في سبتمبر 1927 وأثناء تواجده مع عائلته في الإجازة في إنجلترا في كورنال قام بإعادة تقييم حياته، وقرر عدم العودة إلى بورما، واستقال من وظيفته في سلك الشرطة الإمبراطورية الهندية ليصبح كاتباً. وقد قام بالاستفادة من خبراته في شرطة بورما لكتابة رواية أيام بورما (Burmese Days) (1934)، الذي تناول فيه خبراته في فترة الخدمة الاستعمارية في بورما. ومقالة شنق أ (1931) و«إطلاق النار على فيل» (1936).
اكتسب أوريل في بورما صيتاً باعتباره فردا أجنبي، وقضى معظم وقته وحده في القراءة أو متابعة أنشطة لم تكن بشكل ثابت، مثل الحضور في كنيسة وأيضا مع مجموعة كارين العرقية. زميله روجر بيدون ذكر (في تسجيل عام 1969 في البي بي سي) أن أورويل كان سريعا في تعلم اللغة وهذا كان قبل تركه بورما حيث كان قادر على التحدث بسلاسة مع الكهنة البورميين بمستوى عالي جدا من الفصاحة تبعا للهجة بورما." وقد كتب أورويل رسالة يشرح فيها شعوره بتأنيب الضمير والذنب تجاه دوره في العمل لصالح الإمبراطورية، وقد "بدأ ينظر بقرب أكثر لبلده ووجد أنها أيضا كانت مظلومة... «أورويل قام بتغيير مظهره في بورما والذي سيلازمه طوال حياته. أثناء تواجده في بورما قام بتربية شارب شبيه بما يحمله أفراد الشرطة البريطانيين المتمركزين هناك. وقام بوضع وشم في كل مفصل من مفاصل يديه (البرجمة) كان لديه دائرة صغيرة زرقاء غير لائقة. معظم البورميين يعيشون في مناطق ريفية، ولا يزالون يلهون بوشم شبيه بهذا - يؤمنون بأنه للحماية من الرصاصات ولدغات الأفاعي.»

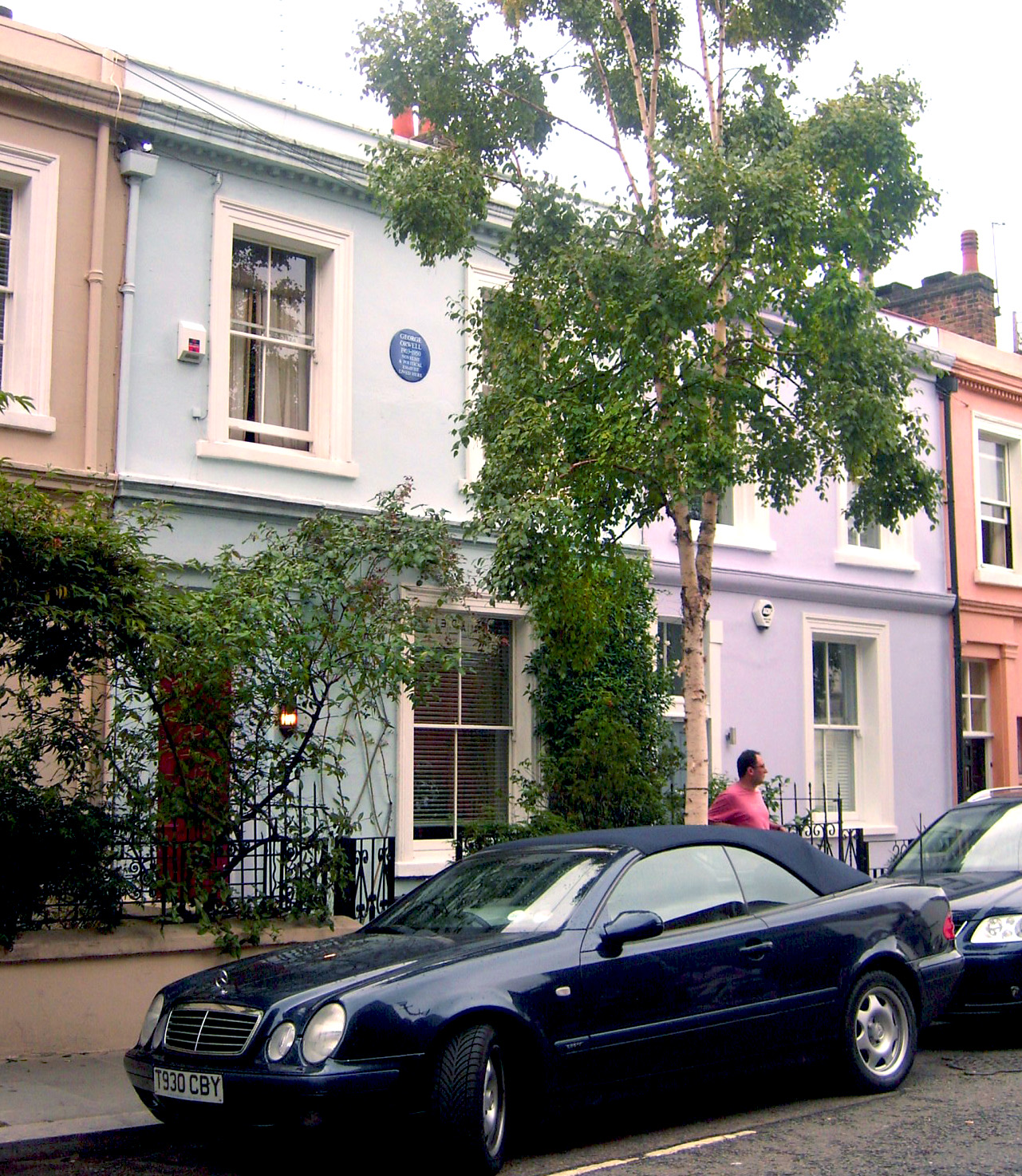
بلير في عام 1927 في شقق مفروشة في شارع بورتوبيللو

### لندن وباريس
بعد أن عاد للإستقرار في منزل العائلة في ساوث وولد بإنجلترا، وقام بتجديد معرفته بالاصدقاء المحليين وحضور عشاء أيتونيان القديم. قام أيضا بزيارة مدرسه القديم جاو في كامبريدج لأخذ نصيحته بشأن تحوله لكاتب. في وقت مبكر من خريف عام 1927 عاد إلى لندن.
ساعده روث بيتر في الحصول على شقة مفروشة وهو أحد معارف العائلة، وبنهاية عام 1927 انتقل للعيش في غرفة في شارع بورتوبيللو
اللوحة الزرقاء (وهي لوحة توضع لتربط المشهورين بأماكن معينة) هي الذكرى اليتيمة لتواجده هناك. تورط بيتر في هذه الخطوة «سوف أقوم بمنحه الاحترام الكافي من أجل السيدة بيلر.» كان لدى بيتر اهتمام شغوف بكتابات بيلر، مشيرا عليه بنقاط الضعف في شعره وقصائده، وناصحا له لأن يكتب فيما يعرفه. في الواقع قرر هو أن يكتب عن «الجوانب المؤكدة من الحاضر الذي يخطط لمعرفته» و«مغامرات في الطرف الشرقي للندن - أول القصص الملائمة التي يود كتابتها ليكشف لنفسه عالم الفقر وما هو أدنى من ذلك وما هو خارج عن العالم الذي يقيم فيه. لقد عثر على مادة وموضوع. تلك القصص والاستكشافات والبعثات والجولات والمغامرات والتي حدثت بشكل متقطع على مدى فترة خمس سنوات.»
في محاكاته لجاك لندن والذي أبدى إعجابه بكتاباته (بالخصوص «أهل جهنم»)، أورويل بدأ في الاكتشاف عبر ما يسمى بالسلوممينغ -السياحة في الأحياء الفقيرة- في المناطق الفقيرة من لندن. في نزهته الأولى انطلق إلى الجسر المعبد في منطقة ليمهاوس، وقضى ليلته الأولى في مسكن مشترك وربما في سرير تدفع عليه ضريبة. لفترة أصبح «بلدي» في بلده يلبس مثل المتشردين مع تقديم تنازلات للطبقة الوسطى وما تمثله من أعراف وتوقعات وقام بتسجيل خبرته في الحياة الوضيعة ليستخدمها في «المسمار» وهو أول مقال منشور له باللغة الإنجليزية وفي النصف الثاني من كتابه الأول (السقوط والخروج من باريس ولندن) (Down And Out In Paris And London)،(1933)

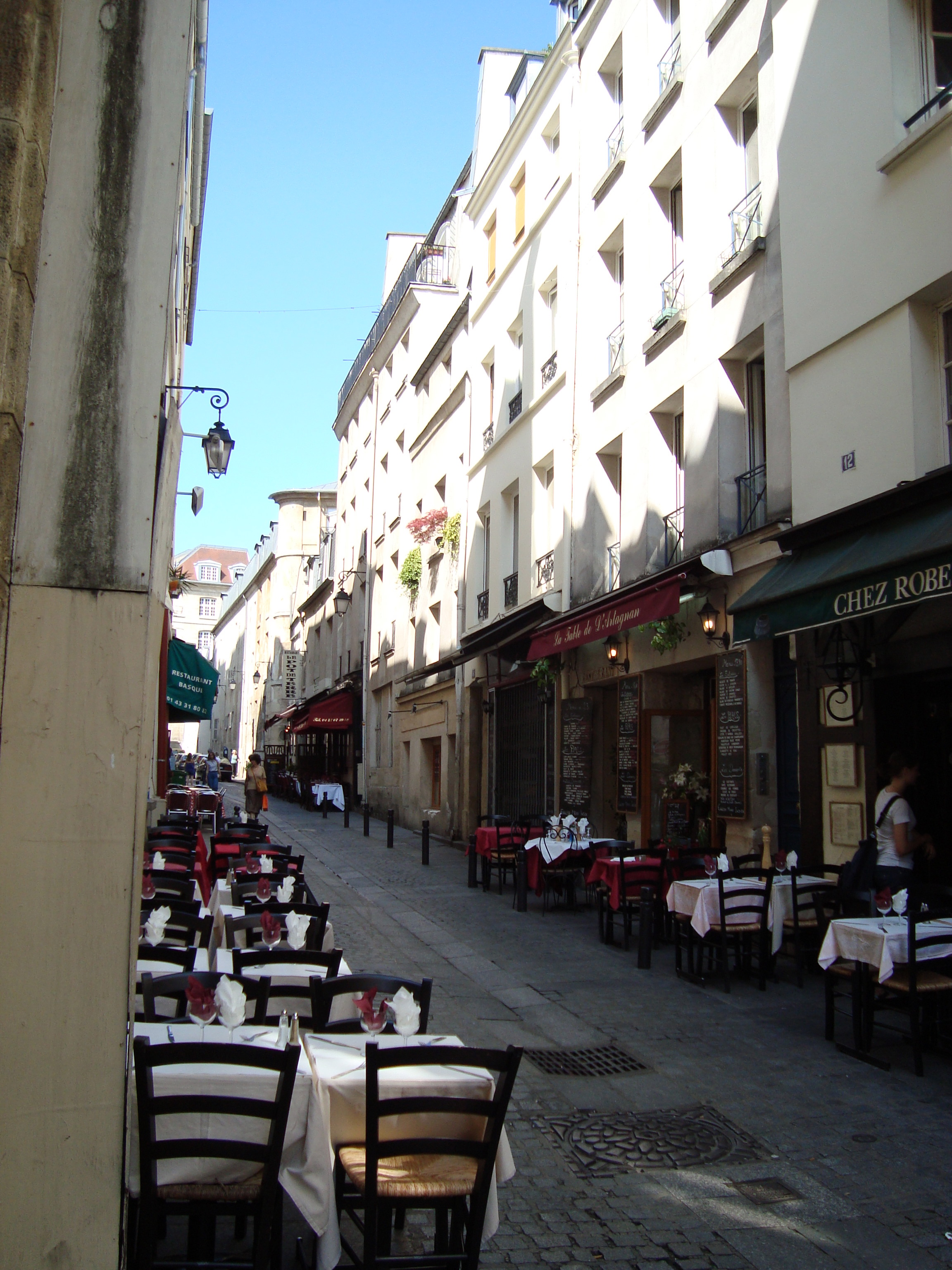
ريودوبوتديفير، يسار البنك، في المنطقة الخامس، في المكان الذي كان يسكن فيه بلير في باريس

في ربيع 1928، غادر إلى باريس، والتي كانت مغرية للكتاب الطامحين من حيث أسعار المعيشة وحياتها البوهيمية. وقد عاش في (ريو دو بوت دي فير) المنطقة الخامسة وهو حي تقطنه الطبقة العاملة. وقد كانت عمته نيلي ليموزين التي تعيش أيضا في باريس داعمة له ماليا واجتماعيا. كان يكتب الرويات وتضمنتها نسخة أولى من (أيام البورمية) ولكن لا شيء استمر في هذه الفترة. كان أكثر نجاحا كصحفي ونشر مقالا في (موند) وهي مجلة سياسية/أدبية يحررها هنري باربس - أول مقال له ككاتب محترف بعنوان (الرقابة في إنجلترا) والتي نُشِرَت بتاريخ 6 أكتوبر 1928 - جي كي الأسبوعية للنشر - حيث كانت أول مقالة تنشر في إنجلترا وقد طبعت صحيفة في 20 ديسمبر 1928. وتقدم المدنية التي أسسها حزب الكارتل اليساري. ثلاث مقالات ظهرت في تقدم المدنية وقد كانت تناقش البطالة ويوم في حياة متشرد ومتسولي لندن على التوالي. وبصورة أو بأخرى كان موضوع الفقر هو موضوعه الذي يكتب عنه دائما وفي أي مكان بهوس حتى ظهور كتابه «الحنين إلى كاتالونيا» (Homage to Catalonia‏).
أصابه المرض في فبراير 1929 وأخذ إلى مستشفى كوشين في المنطقة الرابعة عشر وهو مستشفى مجاني حيث يتدرب طلبة الطب. تجربته هناك كانت المرجع لمقاله (كيف يموت الفقراء) المنشورة في 1964. رغم أنه قرر عدم ذكر اسم المستشفى وتعمد كذلك التضليل حول موقعها. وبعدها بفترة قصيرة سُرِقَ كل ماله من مسكنه. وقد دفعه ذلك من باب الضرورة أو ببساطة لجمع المعلومات إلى أن يعمل في وظائف متعددة كغسيل الصحون في فندق في ديو دي ريفولي، والذي وصفه لاحقا في مقاله «مداخل ومخارج باريس ولندن».في أغسطس 1929 أرسل نسخة «الإصلاحية» لمجلة نيو ادلفي في لندن والتي كان مالكها جون مدلتون مري والذي ولى رئاسة التحرير لماكس بلومان وسير رتشارد ريس وقد وافق عليها بلومان للنشر.

### ساوث وولد
في ديسمبر 1929 وبعد ما يقارب السنتين في باريس عاد بلير إلى انجلترا ومباشرة إلى منزل أبوه في ساوث ود والتي أصبحت مقر إقامته للخمس سنوات القادمة. كانت عائلته معروفة هناك وكانت أخته أفريل تملك منزلا. وأصبح معروفا من قبل السكان المحليين من أمثال بريندا سوكيلد أبنة رجل الدين والتي تشتغل كمعلمة رياضة في مدرسة سانت فيلكس للبنات في ساوث وولد. وقد رفضت سوكيلد عرضه للزواج وقررت ان تصبح صديقته لأعوام عديدة. وقد جدد صداقته بدينيس كولينقز وصديقته اليانور جيكز حيث كان لهما دور في حياته.

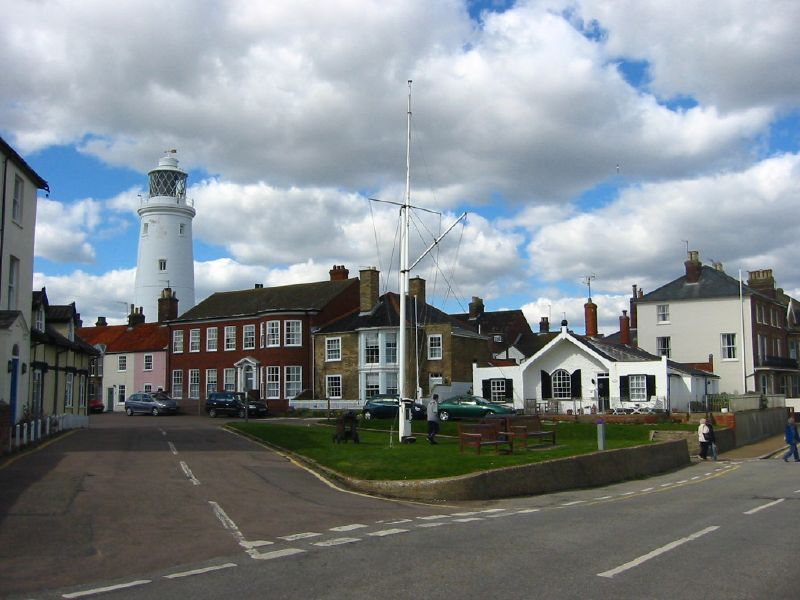
ساوثولد، شمال باراد

في الربيع مكث قليلا في بريملي، ليدز مع أخته مارغوري وزوجها هامفري داكن وقد كان ذلك متوقعا حيث كانا يعرفان بعضهما منذ الصغر. كان بلير يكتب مراجعات لدلفي وكان معلما خاصا لطفل ذي احتياج خاص في ساوث ود وبعدها أصبح معلما لثلاثة أخوة وكان من بينهم ريتشارد بيتر الذي أصبح أكاديمياً متميزاً في وقت لاحق." وقد كان تاريخه في هذه الفترة مليئاً بالثنائيات والتناقضات فقد كان يعيش ويكتب من بيت ابويه في سوث وود حيث حياته الهادئة والمتزنة ويكتب أيضا كبورتن (الاسم الذي أستخدمه في فترة معينة) ليختبر إصلاحيات في الطرف الشرقي، في الطريق وفي هضبة في كنت ". وكان يذهب للسباحة والرسم على الشاطئ حيث قابل ميبل وفرانسيز فيرز اللذين كان لهما أثرٌ في مسيرته لاحقا. وفي خلال السنة التالية كان يزورهما في لندن ويقابل باستمرار زميله ماكس بلومن. أيضاً كان يقيم غالباً في منزل روث بتر ورتشارد ريس حيث يقوم بالتغيير في رحلاته المتعددة والمتفرقة. وقد عمل مرة في عمل منزلي مقابل نصف كراون في اليوم.
الآن أصبح بلير يساهم بانتظام لادلفي وقد كانت مساهماته كالأتي «مشنقة» وظهرت في أغسطس 1931. ومن أغسطس حتى سبتمبر 1931 كان يهتم بمواضيع الفقر مثل بطلة رواية متمثلة في ابنة رجل دين، وقد احتفظ بدفتر مذكرات عن تجاربه في الطرف الشرقي من عمله في كنت. بعد ذلك، سكن في شارع تولي كيب، ولكنه لم يحتمله لفترة طويلة، وبمساعدة مالية من والديه انتقل إلى شارع وندسور، حيث بقي هناك حتى عيد الميلاد. ظهرت «قفزة الالتقاط»، عن طريق اريك بلير، في العدد 1931 تشرين الأول من نيو ستيتسمان، والتي ضمت هيئة تحريرها صديقه القديم سيريل كونولي. أما مابل فيرز فجعلته على اتصال مع ليونارد مور، والذي أصبح وكيله الأدبي. في هذا الوقت رفضت جوناثان كيب يوميات «سكوليون»، والنسخة الأولى من «السقوط والخروج». وبناء على نصيحة ريتشارد ريس، عرضها على فابر والذي رفضها مدير تحريرها تي اس إليوت. وأنهى بلير عامه محاولا أن يُقبض عليه عمدا، حتى يتمكن من تجربة عيد الميلاد في السجن، لكن السلطات لا تعتبر «السكر والفوضى» سلوكاً يعاقب عليه بالسجن، وعاد إلى الوطن ساوث وولد بعد قضاء يومين في زنزانة الشرطة.

### التعليم
في أبريل عام 1932 أصبح بلير معلماً في مدرسة هاوثورن الثانوية وهي مدرسة تحضيرية للأولاد في هايس غرب لندن. كانت مدرسة صغيرة خاصة لتعليم أبناء التجار المحليين وأصحاب المحلات وكانت تضم 20 طالباً ومعلماً آخر. في أثناء مقامه في المدرسة أصبح ودوداً مع القسيس من الكنيسة الابريشية المحلية وانخرط في أنشطة هناك. قامت مابل فيرز بمتابعة الأمور مع مور، وفي نهاية يونيو 1932، أخبرت مور بلير بأن فيكتور قولانكز مستعد لنشر يوميات سكوليانز مقابل 40 جنيه استرليني، من خلال مؤسسته للنشر المحدود فيكتور قالنز والتي أسسها مؤخراً، فيكتور والتي كانت متنفسا للأعمال الراديكيلة (الجوهرية) والاجتماعية.
في نهاية الفصل الدراسي الصيفي في عام 1932، عاد بلير لساوث وولد، حيث استخدم والداه إرثهما لشراء منزلهم الخاص. حاول بلير وأخته افريل أيام العطلة الصيفية جعل المنزل قابلا للسكن بينما كان يعمل أيضا في (أيام البورمية). وكان يقضي بعض الوقت مع جاك إليانور، ولكن ارتباطها بدينيس كولينقز ظل عقبة أمام آماله في علاقة جادة.

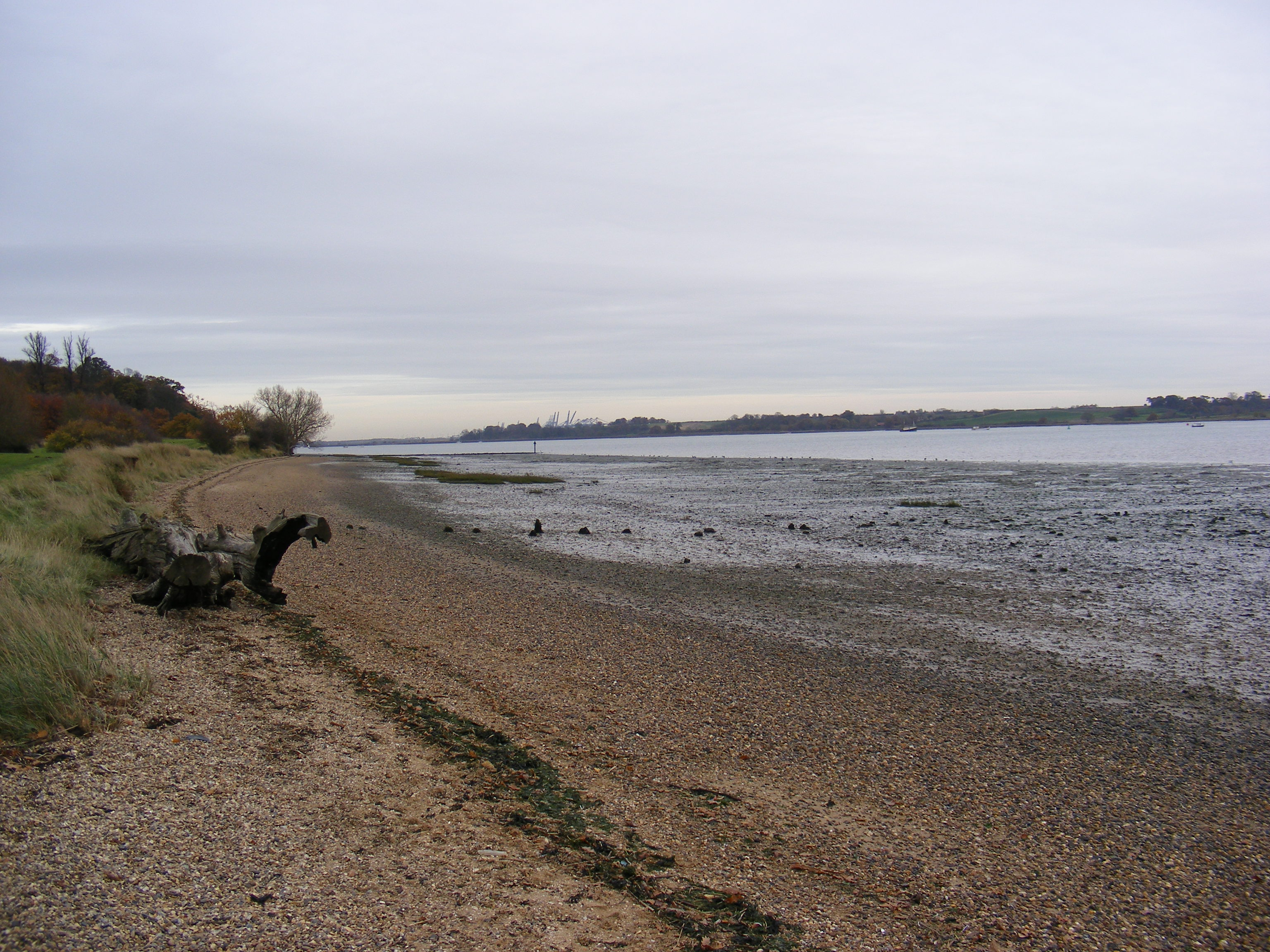
الاسم المستعار (جورج أورويل) كان مستوحى من نهر أورويل

«كلنك» هو اسم المقال الذي يصف فيه محاولته الفاشلة لارسالها إلى السجن والذي نشر في عدد شهر أغسطس من 1932 في أديلفي. عاد إلى التدريس في هايز ويعد كتابه للنشر، الذي عرف الآن باسم «السقوط والخروج في باريس ولندن.» أعرب عن رغبته في نشرها باسم مختلف وذلك لتجنب أي حرج لأسرته وذلك لقضاء وقته في الرواية كمتسكع. وفي رسالة إلى مور (بتاريخ 15 نوفمبر 1932)، ترك اختيار الاسم المستعار لقولانكز. بعد أربعة أيام، كتب إلى مور، بعض الأسماء المستعارة من ضمنها برتون (اسم استخدمه عند التسكع) ومايلز كينيث وجورج أورويل، واتش لويس الويس.
وأعتمد أخيرا على الاسم الحركي «جورج أورويل»، كما قال لجاك إليانور «، وهو اسم إنجليزي حركي جيد». نُشِرَت «السقوط والخروج في باريس ولندن» في 9 يناير 1933، كما واصل أورويل العمل على (أيام بورما). كانت «السقوط والخروج» ناجحة ونشرت بعدها بواسطة هاربر وأخوته في نيويورك.
في صيف عام 1933 غادر بلير هاوثورنس ليصبح معلماً في كلية فريز، في أوكسبريدج، غرب لندن. وكانت الكلية المنشئة تضم 200 تلميذا ومجموعة كاملة من الموظفين. حصل على دراجة نارية، وتجول خلالها على المناطق الريفية المحيطة بها. وفي واحدة من هذه الجولات مرض بالالتهاب الرئوي. تم نقله إلى مستشفى أوكسبريدج، حيث اعتقد لفترة أن حياته في خطر. عندما خرج من المستشفى في يناير كانون الثاني عام 1934، عاد لساوث وولد للنقاهة بدعم من والديه، ولم يعد للتدريس بعدها.
خاب أمله عندما رفض قولنكز (أيام بورما)، وذلك لأسباب تتعلق بالدعاوى المحتملة بتهمة التشهير، ولكن هاربرس كان مستعداً لنشرها في الولايات المتحدة. وفي هذه الفترة، بدأ بلير العمل على رواية «ابنة رجل الدين»، متطرقا لحياته كمدرس ولحياته في ساوث وولد. وفي هذه الفترة تزوجت اليانور جاك وذهبت لسنغافورة وبريندا سوكلد غادرت لأيرلندا، لذلك كان بلير وحده في ساوث وود يعمل، يتمشي وحده ويقضي بعض الوقت مع والده. في نهاية المطاف في أكتوبر بعد إرسال «ابنة رجل الدين» لمور، غادر إلى لندن للعمل حيث عثرت له عمته نيلي ليموزين على وظيفة.

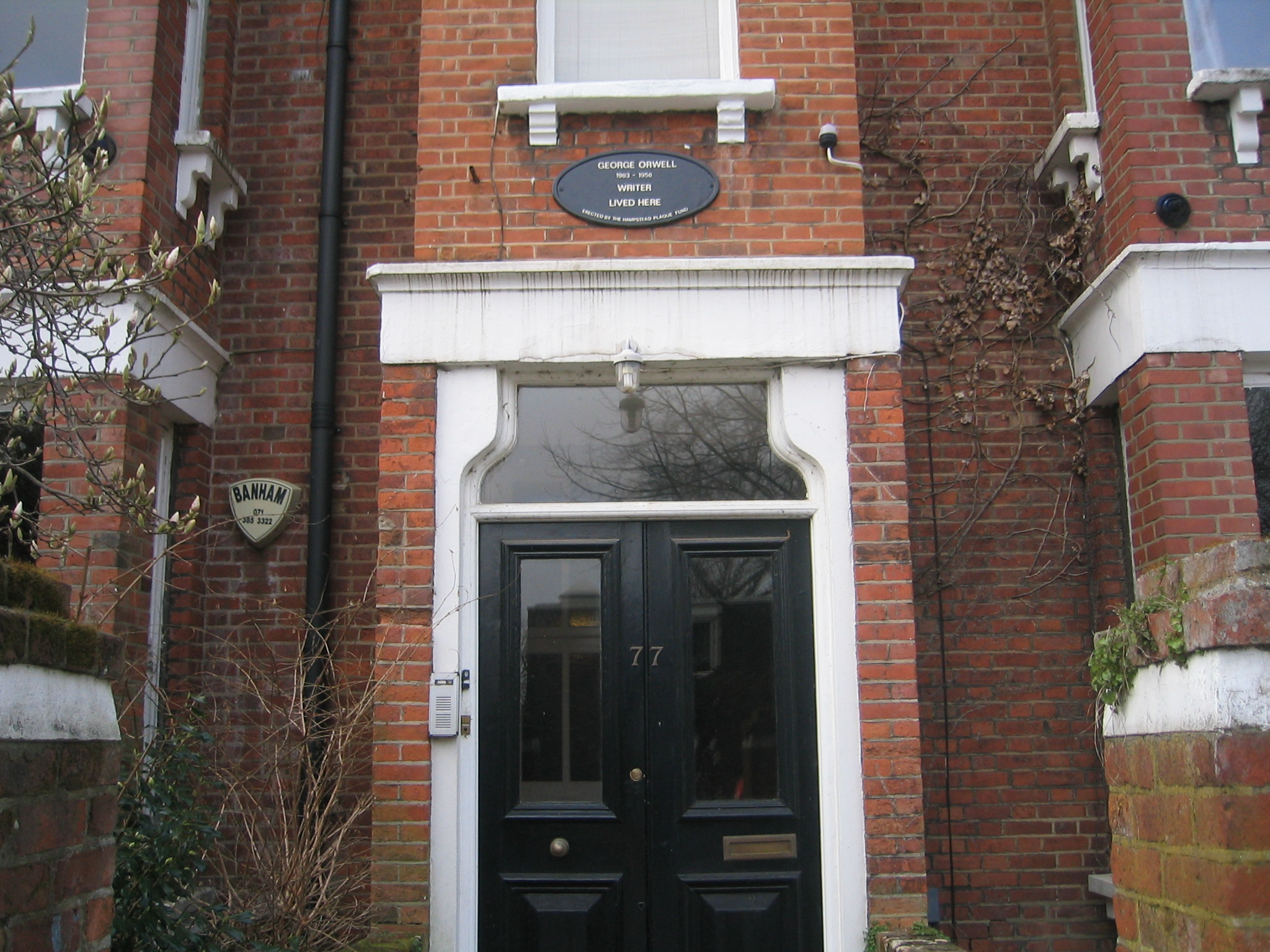
منزل اورويل الرئيسي في 77 بارليمينت هيل، هامبستيد

### هامبستيد
وكانت وظيفته كمساعد بدوام جزئي في «ركن محبي المكتب»، في مكتبة الكتب المستعملة في هامبستيد والمدارة من قبل فرانسيس وميفاني ويستروب، والذين كانوا أصدقاء لعمته نيللي في حركة الاسبرانتو. كانت ويستروب ودودة ووفرت له إقامة مريحة في فنادق وارويك، بشارع بوند. كان يتشارك العمل مع جون كيمش، والذي يعيش أيضا مع ويستروب. عمل بلير في المحل في فترة ما بعد الظهر، وكان الصباح فارغا للكتابة والمساء فارغا للانخراط في المجتمع. وقدمت هذه الخبرات خلفية لرواية «حافظ على اسبيدسترة طائرة» (1936). إضافة إلى ضيوف ويستبروب المتنوعين كان قادرا على الاستمتاع بصحبة ريس ريتشارد وكتاب أديلفي ومابل فيرز. وكان ويستروب وكيمش أعضاء لحزب العمال المستقل، رغم أنه في ذلك الوقت لم يكن ناشطاً سياسيا.ً كان يكتب للأديلفي ويجهز «ابنة أحد رجال الدين» و«أيام بورما» للنشر.
في بداية عام 1935 كان عليه ان ينتقل من فنادق وارويك، ووجدت له مابل فيرز شقة في هضبة البرلمان. نُشِرت «ابنة أحد رجال الدين» في يوم 11 مارس 1935. في ربيع عام 1935 التقى بلير بزوجته المستقبلية آيلين اوشقناسي، عندما دعت مالكة الشقة روزاليند اوبيرماير - والتي تدرس للحصول على درجة الماجستير في علم النفس في جامعة لندن - بعضاً من زملاء الدراسة لحفلة. وكان أحد هؤلاء الطلاب اليزافيتا فين كاتب السيرة ومترجم المستقبل لتشيخوف " حول هذا الوقت كان بلير بدأ بكتابة مراجعات لـ نيو انجلش الأسبوعية.

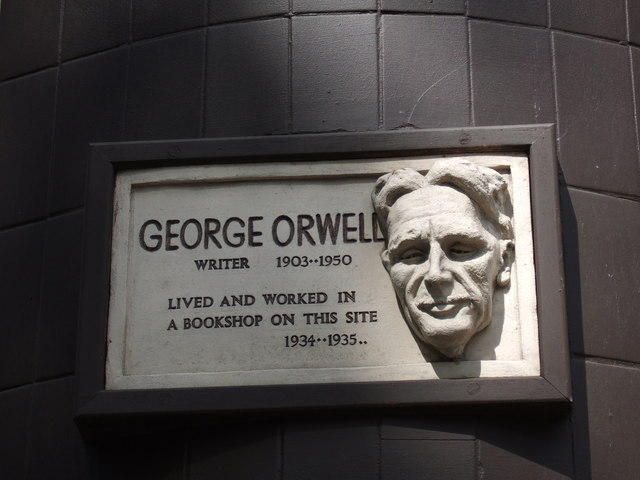
في عهد أورويل وهو كان كبائع كتب محتفلا مع هذه اللوحة

في شهر يونيو، نُشرت (أيام البورمية) ومراجعة "سيريل كونولي" في نيو ستيتسمان والذي دفع بأورويل لإعادة الاتصال بصديقه القديم. في شهر أغسطس، انتقل بلير إلى شقة في قرية [كنتيش]، والتي كان يتقاسمها مع مايكل سايرس وراينر هبنستال. وكانت العلاقة في بعض الأحيان محرجة ولدرجة تصل للضرب بين أورويل وهبنستال، على الرغم من ذلك استمرا كصديقين وعملا معا في وقت لاحق في بث بي بي سي. كان أورويل يعمل الآن على "حافظ على الأسبيدسترة طائرة"، وحاول أيضا ان يكتب سلسلة للجريدة اليومية "نيوز كرونكل" ولكن دون جدوى. بحلول أكتوبر تشرين الأول عام 1935 انتقل رفقاء سكنه من الشقة وكان يكافح لدفع الإيجار وحده. وبقي حتى نهاية يناير كانون الثاني عام 1936، عندما توقف عن العمل في ركن " محبي الكتب '.

### الطريق إلى ويجان بيير
في هذا الوقت، اقترح فيكتور على أورويل أن يقضي وقتا للتحقيق في الأوضاع الاجتماعية في شمال انجلترا المتدهورة اقتصاديا. قبل سنتين كتب جي بي بريستلي عن شمال إنجلترا من ترينت، مما أثار الاهتمام بالتقارير. التدهور الاقتصادي كان سبباً في تعريف عدد من الكتاب المنتمين للطبقة العاملة من شمال إنجلترا للجمهور القارئ. في 31 كانون الثاني 1936، خطط أورويل بواسطة وسائل النقل العام وسيرا على الأقدام ليصل إلى مانشستر عن طريق كوفنتري، ستافورد، وبوتريز وماكليسفيلد. وصل إلى مانشستر بعد إغلاق البنوك وكان عليه البقاء في مسكن مشترك. في اليوم التالي أمسك بقائمة لجهات الاتصال التي بعثها له ريتشارد ريس. وكان بينها، النقابة الرسمية فرانك ميد، مقترح ويجان، حيث سكن أورويل في فبراير في مساكن قذرة خلال تسوقه في الأشياء التافهة. في ويجان، زار العديد من المنازل ليرى كيف يعيش الناس، ودوُن ملاحظات تفصيلية حول ظروف السكن والأجور المكتسبة، وذهب إلى منجم للفحم، وأستخدم المكتبة العامة المحلية ليرى سجلات الصحة العامة وتقارير عن ظروف العمل في المناجم. خلال هذا الوقت، كان مشتتا بالمخاوف من التشهير والأسلوب في «حافظ على أسبيدسترة طائرة». وقام بزيارة سريعة إلى ليفربول وقضى شهر مارس في جنوب يوركشاير، مع بعض الوقت في شيفيلد وبارنسلي. وكذلك زيارة مناجم الألغام، بما في ذلك قريمثورب، ومراقبة الأوضاع الاجتماعية، وحضر اجتماعات للحزب الشيوعي وأوسولد موسلي - «وقال عن خطابه أنه هراء معتاد، ووضع اللوم على كل شيء على العصابات الدولية الغامضة من اليهود» - حيث رأى تكتيكات القمصان السوداء - «والشخص معرض للضرب والغرامة إن طرح سؤالاً وجد موسلي صعوبة في الإجابة عليه». وقام أيضا بزيارة لأخته في هيدنجلي، وخلال هذه الزيارة قام أيضا بزيارة إلى بيت القسيس برونتي في هاوورث، حيث «أعجب بجزء كبير من زوج من الأحذية القماش لشارلوت برونتي، والتي كانت صغيرة جدا، مع أصابع مربعة وتصل إلى الجانبين.»

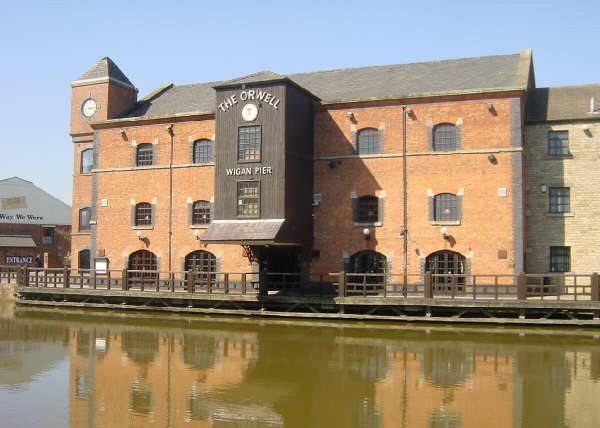
المستودع الرئيسي في ويقان باير الذي سمي بعد أورويل

كان نتاج رحلاته في الشمال صدور كتابه «الطريق إلى ويجن بير» (The Road to Wigan Pier) والذي نشره فيكتور قولنكيز عام 1937م عن طريق دار نشر تدعى «نادي الكتاب المتروك». النصف الأول من الكتاب هو عبارة عن توثيق لتحقيقاته الاجتماعية في «لانكشاير ويورك شاير». وهي تبدأ مع وصف مثير للمشاعر لحياة العمل في مناجم الفحم. النصف الثاني هو مقال طويل عن بداية وتطوّر حسّه السياسي والذي يتضمن انتقادات لبعض الجماعات اليسارية. خاف «قولنكيز» أن يكون هذا الجزء من الكتاب مهيناً للقراء فأضاف تبرئة في مقدمة الكتاب بينما كان «أورويل» في اسبانيا. احتاج «أورويل» لمكان يستطيع فيه التركيز على كتابه، فقدّمت له العمة «نيلي» مساعدتها مرة أخرى حيث استضافته في كوخها الصغير المبني منذ القرن السادس عشر الميلادي والذي يدعى «المتاجر» الموجود في «والينجتون هيرتفوردشاير».. «والينجتون» هي قرية صغيرة جدا تقع على بعد خمس وثلاثون ميلاً من لندن شمالاً. كان الكوخ خالياً من المرافق الحديثة. دفع «أورويل» إيجاره وانتقل إلى الكوخ في الثاني من أبريل عام 1936. وبدأ كتابة «الطريق إلى ويجن بير» بنهاية أبريل. ولكنه قضى ساعات يعمل في الحديقة ويختبر إمكانية إعادة فتح «المتاجر» كمتجر للقرية. نشر «قولنكز» كتاب «أبقِ الأسبيديسترا محلقاً» في العشرين من أبريل عام 1936م. وفي الرابع من أغسطس، استضافت مدرسة «ادلفي» الصيفية«في» لينقهام“ أورويل ليشارك في حوار عنوانه «دخيل يرى مآسي المنطقة» وشاركه في الحوار كلٌ من: جون ستراتشي وماكس بلومان وكارل بولاني وورينهولد نيبور. في عام 1936م تسببت أبحاث «اوريل» لكتابه «الطريق إلى ويقن بير» في وضعه تحت مراقبة الفرع الخاص للشؤون الأمنية لمدة 12 سنة وحتى قبل نشر كتابه "1984" بسنة واحدة. وفي التاسع من يونيو عام 1936م، تزوج «أورويل» من «إلين اوشغينسي». وبعدها بفترة قصيرة بدأت الاضطرابات السياسية في إسبانيا والتي تابع أحداثها «أورويل» عن كثب. وبنهاية العام قرر «أورويل» الانضمام إلى الجمهوريين في الحرب الأهلية الإسبانية متأثراً بثورة الفاشي فرانسيسكو فرانكو. وتحت انطباع خاطئ أنه في حاجة إلى بعض التصاريح من منظمة يسارية لعبور الحدود وبناءً على توصية من «جون ستراتشي» فقد سجّل «اورويل» نفسه مع «هاري بوليت» زعيم الحزب الشيوعي البريطاني. ولم يكن «بوليت» متأكداً من موثوقية أورويل السياسية فسأله إذا كان مستعداً للانضمام للواء الدولي كما نصحه بالحصول على تأمين لنفسه من السفارة الإسبانية في باريس. ولم يرغب في إلزام نفسه حتى يرى الوضع جيدا حيث قرر «أورويل» استخدام معارفه في حزب العمال المستقل للحصول على توصية من «جون مكنير» من برشلونة.

### الحرب الأهلية الإسبانيةوكتالونيا
عُين «اورويل» في إسبانيا في 23 ديسمبر 1936م وقد تناول العشاء مع هنري ميلر في باريس في طريقه لإسبانيا. وبعد عدة أيام قابل «أورويل» عضو حزب العمال المستقل «جون مكنير» في مكتبه في برشلونة والذي استشهد بقوله: «لقد جئت هنا لأحارب الفاشية». تواجد «أورويل» في بقعة سياسية ساخنة في كتالونيا، فالحكومة الجمهورية مدعومة بعدد من الفاشيين ذوي الأهداف المتضاربة بما في ذلك حزب العمال الماركسي الموحد واختصاره بالإسبانية (POUM)، النقابة الفوضوية، حزب الاشتراكي الموحد من كاتالونيا (جناح من الحزب الشيوعي الإسباني، تدعمه الأسلحة والمساعدات السوفيتية). وكان حزب العمال المستقل مرتبط بحزب العمال الماركسي الموحد والذي انضم له «أورويل» لاحقاً.

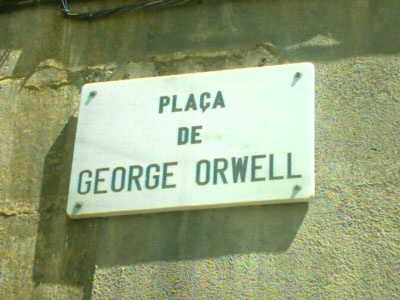
المربع في باركيلونا أعيدت تسميته تشريفا لأورويل

بعد وقت في ثكنة لينين في برشلونة أُرسل «أورويل» إلى جبهة أراغون الهادئة نسبيا تحت رعاية جورج كوب. وبحلول يناير عام 1937، أصبح في "الكوبري" على ارتفاع 1500 قدم (460 متر) عن سطح الماء وفي قسوة الشتاء. كان هناك تحرك عسكري لا يكاد يذكر ومع عدم وجود معدات وبعض الأساسيات أصبح الوضع غير مريح. أصبح "أورويل عريفاً بسرعة مع خبرته العسكرية وتلقيه لتدريبات الشرطة. ومع وصول حزب العمال البريطاني المستقل بعد ثلاثة أسابيع، أُرسل «أورويل» ورجل جيش آخر يدعى " ويليمز " معهم إلى "مونتي أوسكورو" ضمت هذه الوحدة حديثة الوصول "بوب سمايلي، بوب ادوردز، ستافورد كوتمان وجاك برانثوايت" بعدها أُرسلت الوحدة إلى وشقة.
في هذا الأثناء في إنجلترا، كانت إلين تتعامل مع كل ما يتعلق بنشر كتاب زوجها «الطريق إلى ويجن بير» قبل أن تتوجه إلى إسبانيا لاحقة بزوجها وتاركة وراءها العمة «نيلي ليموزن» لتهتم بالمتاجر. تطوعت ايلين فترة في مكتب ماكنير جون وبمساعدة كوب جورج، تمكنت من زيارة زوجها وإرسال بعض الشاي الإنجليزي والشوكلاته والسيجار له. قضى «أورويل» أياما في المستشفى لتسمم يده كما سرقت معظم ممتلكاته في هذه الأثناء من قبل العاملين في المستشفى. عاد على الجبهة ليشهد بعض التحركات في هجوم ليلي على الخنادق القومية والتي لاحق فيها أحد جنود العدو ببندقية ذات حربة وأرداه قتيلاً في مكانه.
في أبريل عاد «أورويل» إلى برشلونة. تواصل «اورويل» مع صديق شيوعي له على علاقة بالمساعدة الطبية الإسبانية حيث شرح له وضعه وأبدى له رغبته في أن يرسل للجبهة المدريدية والانضمام إلى «اللواء الدولي». وعلى الرغم بأنه لم يفكر كثيرا بالشيوعيين إلا أنه كان لا يزال باستطاعته اعتبارهم أصدقاء وحلفاء. وهذا على وشك الانتهاء. كانت «أيام مايو في برشلونة» حيث علق «أورويل» في الاقتتال الداخلي. قضى معظم وقته على السطح مع كومة روايات ولكنه واجه «جون كمشي» من أيام إقامته في «هامبستيد». لاحقا، بدأت حملة من الأكاذيب والتضليلات من جانب الصحافة الشيوعية والتي اُتهم فيها حزب العمال الماركسي الموحد POUM بالتعاون مع الفاشيين وقد أثر ذلك على «أورويل».
وبدلا من الانضمام إلى اللواء الدولي كما كان ينوي، قرر «أورويل» العودة إلى جبهة «أراغون». وما أن انتهت مواجهات «أيام مايو» حتى تقرب منه صديق شيوعي سائلاً إياه ما إذا كان لا يزال مهتما بالانضمام للواء الدولي، وقد أبدى «اورويل» تفاجئه من رغبتهم في ضمه بعد ما تناولته الصحف الشيوعية من تهم لأورويل بالفاشية. لن ينسى كل من كان في برشلونة وقتها أو حتى في الشهور التي تلت تلك المرحلة من الجو الفظيع المليء بالخوف والارتياب والكراهية، ورقابة الصحف والسجون المكتظة وطوابير الغذاء الطويلة، وعصابات من الرجال المسلحين تطوف الشوارع.
بعد عودة أورويل إلى الجبهة كان مصاب في حنجرته برصاصة قناص، فقد كان اورويل نسبيا أطول من المحاربين الإسبان، وقد كان حذر من الوقوف ضد حاجز الخندق. كان "أورويل لا يستطيع الكلام مع النزيف الغزير من فمه، نُقل أورويل على حاملة إلى "سيتامو" في سيارة إسعاف، وبعد رحلة وعرة تمر ببربشتر، وصل أورويل إلى المستشفى في لاردة تشافي بما فيه الكفاية ليُرسل إلى طراغونة في السابع والعشرين من مايو 1937 م. وبعدها بيومين أُرسل مصحة حزب العمال الماركسي الموحد في ضواحي برشلونة.بالكاد أخطأت الرصاصة شريانه الرئيسي لتتركه بصوت يكاد يكون مسموعاً. لقد كانت نظيفة حيث تم مباشرة كي الجرح.
تلقى العلاج الكهربائي وأعلن لياقته طبيا للعودة للخدمة بحلول منتصف يونيو حزيران تدهور الوضع السياسي في برشلونة.وكان حزب العمال الماركسي الموحد محظور وتحت الهجوم باعتباره المنظمة التروتسكية كما وصفه الشيوعيين المواليين للاتحاد السوفياتي. ويرى الصف الشيوعي أن حزب العمال الماركسي الموحد فاشي بموضوعية مما يعيق القضية الجمهورية. ثم ظهر ملصق بغيض، يظهر رأس يرتدي القناع الخاص بحزب العمال الماركسي الموحد منزوع ليظهر تحته الصليب المعقوف، أعضاء ومن بينهم "كوب" قد اُعتقلوا بينما اختبئ البعض الآخر. كان "اورويل وزوجته تحت التهديد لذا حاولوا البقاء بعيدا عن الأنظار بالرغم من مخاطرتهم بكشف غطاءهم حينما حاولوا مساعدة "كوب".
أخيرا، هرب «أورويل» وزوجته بالقطار من إسبانيا متوجهين إلى «بانيول سور مير» لإقامة قصيرة قبل أن يعودا إلى إنكلترا. وفي أول أسبوع من يوليو 1937، وصل «أورويل» عائداً إلى «والينقتون». وفي الثالث عشر من يوليو 1973 رُفعت دعوى قضائية على «أورويل» في المحكمة في بلنسية بتهمة التجسس والخيانة العظمى، متهمين عائلة أورويل مع التروتسكية بأنهم عملاء لحزب العمال الماركسي الموحد. تم محاكمة قادة حزب العمال الماركسي و«أورويل» غيابيا في برشلونة في أكتوبر ونوفمبر من عام 1938م. كتب أورويل مراقباً الأحداث في المغرب الفرنسي أنهم كانوا مجرد نتيجة ثانوية من التجارب التروتسكية الروسية وأنها منذ البداية كانت مليئة بالكذب والسخافات الفاضحة التي عممتها ونشرتها الصحافة الشيوعية.
تجربة "والاستجمام: لحرب الأهلية الإسبانية قدمت لاحقاً كتابه " تحية لكتالونيا" (1938).

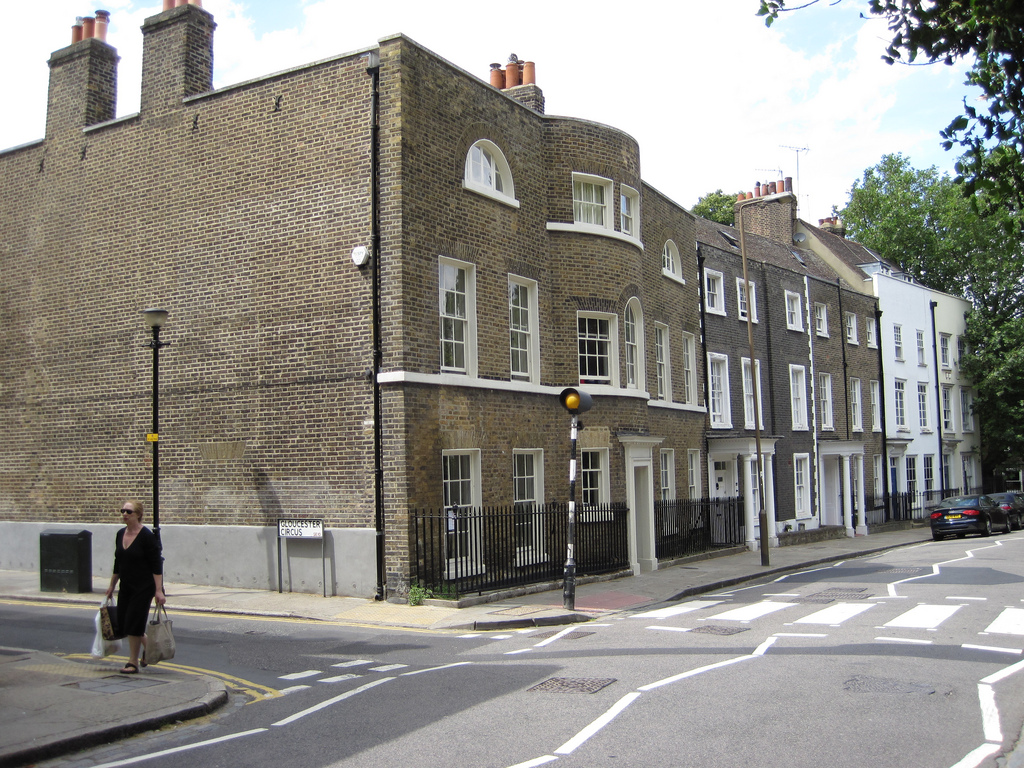
البيت الرئيس للورنس أوشاقنسي، البيت الأضخم في الزواية، وعنوانه (24 كروم هيل، قريينويش، لندن)

### الراحة والاستجمام
عاد «أورويل» إلى إنجلترا في يونيو 1937، وسكن في منزل عائلة زوجته «أوشيغنيسي» في «غرينتش».. وقد وجد وجهات نظره بشأن الحرب الأهلية الإسبانية من غير صالحه. رفض كينغسلي مارتن أثنين من أعماله وتعامل معه «قولنكز» أيضا بحذر. في الوقت ذاته، كانت الصحيفة الشيوعية «دايلي وركر» تشن هجوم على كتابه «الطريق إلى ويقن بيير»، ناقلةً تصريحات غير دقيقة لأورويل قائلاً «الطبقات العاملة عفنة» ولكن رسالة من «أورويل» لقولانكز يهدده فيها برفع دعوى تشهير جعلت هذه التجاوزات تتوقف. كما تمكن «أورويل» من إيجاد ناشر متعاطف معه في «فريدريك واربرق» من «سيكر وواربرق». عاد «أورويل» إلى والينقتون والتي كانت في حالة فوضى بعد رحيله عنها. فأحضر بعض الماعز وديك اسماه «هنري فورد» وكلب من نوع بودل اسماه «ماركس» ثم استقر لتربية الحيوانات وكتابة «تحية لكتالونيا».
فكر «أورويل» في الذهاب إلى الهند للعمل في بايونير، وهي صحيفة في لكناو، ولكن تدهورت صحته في مارس 1938. أُدخل إلى مصحة قاعة بريستون في ايلسفورد في كنت، وهي مصحة مخصصة لمن كانو في الخدمة العسكرية حيث كان أخو زوجته ذا صلات في المستشفى، وقد شخصوا حالته مبدئياً بأنه يعاني من السل وبقي في المصحة إلى سبتمبر. زاره الكثيرون منهم بعض العامة ، «هبينستال، بلومان، وسيرل كونولي» والذي احضر معه «ستيفن سبيندر» والذي أثار بعض الإحراج ذلك لأن «أورويل» قد سبق له وأن دعى «سبيندر» بالصديق اللوطي في وقت مضى. تم نشر كتاب أورويل «تحية لكتالونيا» عن طريق «سيكر وواربرق» وكان عثرة تجارية.. في الفترة الأخيرة من إقامته في العيادة كان أورويل قادرا على الذهاب للمشي في الريف ودراسة الطبيعة.
أعد الروائي «ليو هاميلتون مايرز» سراً لأورويل رحلة للمغرب الفرنسي لمدة نصف عام ليتجنب أورويل الشتاء الإنجليزي وليستعيد صحته.. توجهت عائلة اورويل في سبتمبر 1938 إلى المغرب المحتل من قبل فرنسا عن طريق جبل طارق وطنجة لتجنب المغرب المحتل من قبل إسبانية حتى وصلوا إلى مراكش. ولقد أجرّوا فيلا على طريق الدار البيضاء وأثناء إقامتهم هناك كتب كتابه «الخروج للهواء». عادت عائلة اورويل إلى إنجلترا في 30 مارس 1939م وتم نشر كتابه «الخروج للهواء» في يونيو، كما كتب مقالات لاذعة تنتقد بشدة الأوضاع الإنسانية المزرية للإنسان المغربي، عنونها بمراكش.
 قضى أورويل وقتًا في «والينقتون وساوثوود» وعمل على مقالة لديكنز بعد أن توفي والده «ريتشارد بلاير».

### الحرب العالمية الثانية ومزرعة الحيوان
عند اندلاع الحرب العالمية الثانية، بدأت ايلين زوجة أورويل العمل في إدارة الرقابة على المصنفات في لندن، والبقاء خلال الأسبوع مع عائلتها في غرينتش. كما سجل أورويل اسمه في السجل المركزي للمجهود الحربي لكن لم يحدث شيء. وأضاف اورويل " لن أعود للجيش بسبب رئتي، ليس في الوقت الحاضر على أي حال" ذلك ما قاله لجيفري جور. عاد اورويل إلى والينقتون، وفي خريف عام 1939 أضاف لمجموعته الأولى من المقالات "داخل الحوت". وفي السنة التالية كان مشغولا بكتابة تقارير عن مسرحيات وأفلام وكتب لكل من "ليسنيرز وتايم اند تايد ونيو أدلفي". وفي التاسع والعشرين من مارس 1940م بدأ ارتباطه بـ "تريبين" حيث كتب لهم تقرير عن تجربة رقيب في انسحاب نابليون من موسكو. في بداية عام 1940، صدرت أول نسخة من «الأفق» لكونولي" مما أتاح منفذا جديدا لعمل أورويل فضلا عن وسائل اتصال أدبية جديدة. وفي مايو حصلت عائلة اورويل على صك ملكية شقة في لندن في "دورسيت تشإمبرز" على شارع " تشاقفورد، ماريليبون". وكان ذلك وقت انسحاب دونكيرك وكذلك وفاة لورانس شقيق ايلين في فرنسا والذي سبب لها حزن شديد وأكتئاب على المدى الطويل. خلال هذه المدة كتب اورويل يوميات عن الحرب.
في شهر يونيو أُخبر أورويل أنه غير صالح وجاهز للخدمة العسكرية من قبل المجلس الطبي، ولكن بعد ذلك بوقت قصير وجدت فرصة للانخراط في الأنشطة الحربية من خلال الانضمام إلى الحرس الوطني. قال أورويل إنه يشاطر رؤية توم في نظرته الاشتراكية بأن الحرس الوطني بمثابة ثورة شعبية. كما كانت محاضراته تتضمن تعليمات لمؤيديه عن كيفية قتال الشوارع والتحصينات الميدانية، واستخدام مدافع الهاون من مختلف الأنواع. كما تمكن أورويل في تجنيد الرقيب فريدريك أربورغ في وحدته العسكرية. خلال معركة بريطانيا اعتاد أورويل قضاء عطلة نهاية الأسبوع مع صديقه الصهيوني توسكو فيفل في ضاحية توفورد إحدى المدن البريطانية في إقليم بيركشاير. في قرية ويلينغتون التي عكف فيها على كتابة ورقة تحمل عنوان «إنجلترا هي لك» وفي العاصمة لندن كان يكتب لبعض المجلات والصحف التي تنشر هناك. ولدى زيارته لعائلة إيلين في ضاحية غرينتش التي كانت عرضةً للضرب بالقنابل للملكة المتحدة من قِبل الألمان. وفي صيف عام 1940 اعتزم الأصدقاء الثلاثة اربورغ وفيفل وأورويل على كتابة كتاب البحث عن الضوء. «اليفن ايفنتشولي» ظهر في شعار أورويل وهو صورة الأسد ووحيد القرن في كتب الاشتراكية وعبقرية اللغة الإنجليزية الذين كانا أول الكتب نشرً في شهر فبراير من عام 1941.
في وقت مبكر في عام 1941 بدأ اورويل الكتابة لما يسمى المراجعة الحزبية الأميركية وساهم في كتابة مختارات لكتاب "خيانة اليسار، وكتب في ضوء الاتفاق الألماني السوفييتي (على الرغم من أورويل المشار إليها بوصفها حلف الروسية الألمانية واتفاق هتلر وستالين). كانت لأورويل تجربة غير ناجحة عندما أقدم على وظيفة في وزارة القوة الجوية. لدى عمله في الحرس الوطني ولسوء استخدام الهاون وضع أثنين من أفراد وحدته في المستشفى. وفي الوقت نفسه كان مشغولاً في كتابة مراجعات من الكتب والمسرحيات والتقى في هذا الوقت بالروائي أنتوني باول. كما شارك في برامج إذاعية لخدمة عدد قليل من BBC الشرقية. في مارس انتقل اورويل إلى سانت جون وود في الطابق 7 شقة في مقاطعة انجفورد، بينما كان في ولينجتون كان اورويل مشغولا بزراعة البطاطس ويلقب بطعام الحروب.
في شهر أغسطس من عام 1941، حصل أورويل اخيرا على «أعمال الحرب» عندما كان يعمل بدوام كامل من خدمة بي بي سي في المقاطعة الشرقية. كما أشرف أورويل على البث في القناة الثقافية إلى الهند لمواجهة الدعاية للنازية آنذاك من ألمانيا التي تهدف إلى تقويض الروابط الاستعمارية. كانت هذه التجربة الأولى لأورويل في مواجهة حياة قاسية في أحد المكاتب. ومع ذلك فإن هذه التجربة أعطت له فرصة لخلق برامج ثقافية مع مساهمات من ت. س. إليوت، ديلان توماس، إي. إم. فورستر، علي أحمد، الملك راج أناند، وEmpson وليام وغيرها.

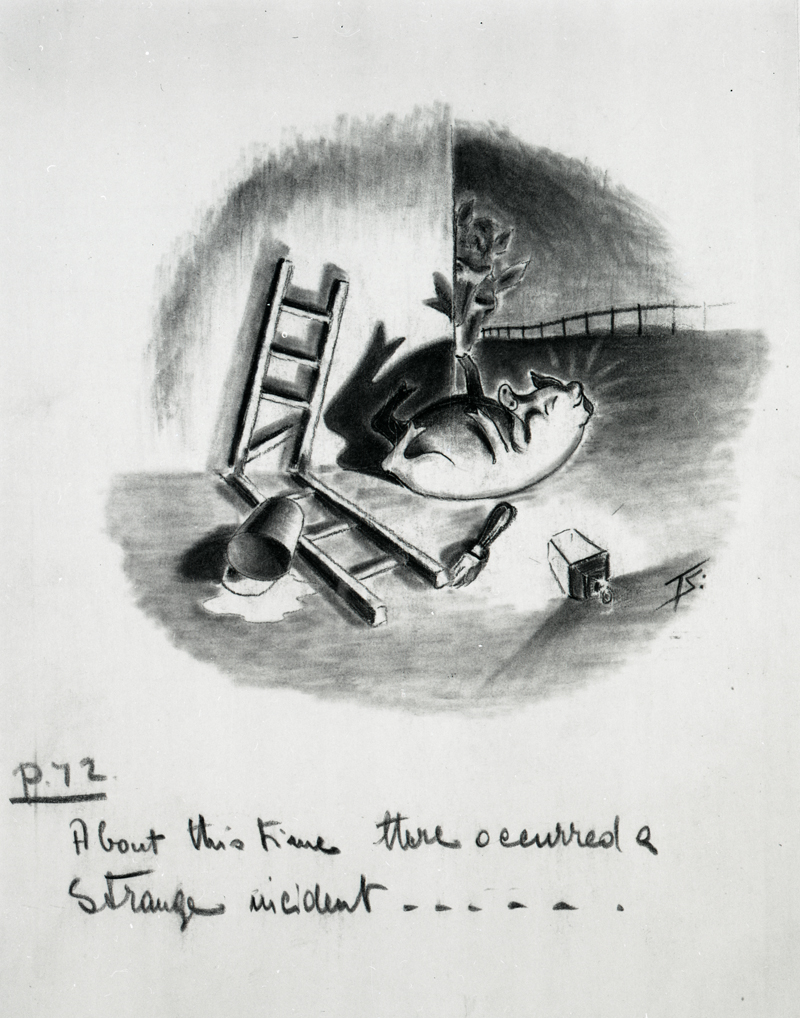
عمل فني يجسد مشهد من رواية مزرعة الحيوان عام 1950

في نهاية شهر أغسطس جمع كلا ً من هربرت جورج ويلز وأورويل عشاء والذي كان له بعض الملاحظات على أورويل في مقاله «الأفق». في أكتوبر تشرين الأول إنتاب أورويل موجة من التهاب الشعب الهوائية وحالة المرض تكررت كثيرا مما سبب له بعض الإزعاج. وكان ديفيد أستور يبحث عن كاتب له في الجريدة البريطانية «الملاحظ» لذلك دعى أورويل حتى يكون كاتباً في هذه الجريدة وكان أول مقال له قد نُشر في شهر مارس من عام 1942 وفي فصل الربيع من عام 1942 عملت إيلين مع وزارة الزراعة البريطانية وفي نفس الوقت كانت والدة وأخت اورويل قد أخذت «أعمال الحرب» معهم إلى لندن للبقاء مع أورويل. في فصل الصيف، انتقلوا جميعا إلى الطابق السفلي في الهلال تيمر في كيلبورن.
وفي قناة بي بي سي، قدم أورويل برنامج «الصوت»، وهو أحد البرامج الأدبية الإذاعية الهندية، وقد أصبح هذا البرنامج أحد أكبر البرامج التي تعرض الحياة الاجتماعية لبعض أصدقائه الأدباء، ولا سيما على اليسار السياسي. في أواخر عام 1942، بدا اورويل في كتابة مقالات بانتظام لمجلة لتريبيون الأسبوعية اليسارية التي كانت تابعة لحزب العمال ويديرها كلٌ من انيورين وبيفان جورج وشتراوس. في مارس من عام 1943 توفيت والدة أورويل وفي الوقت نفسه بدأ اورويل بكتابة مزرعة الحيوان.
في سبتمبر 1943، استقال أورويل من منصبه الذي كان يشغله لمدة عامين في قناة BBC. تمت استقالته بعد تقرير يؤكد مخاوفه أن عدداً قليلاً من الهنود يستمعون إلى البث، لكنه كان أيضا حريصا على التركيز على كتابه الجديد مزرعة الحيوان وفي هذا الوقت خرج من الحرس الوطني.
في نوفمبر 1943، تم تعيين أورويل رئيس تحرير للمجلة الأدبية «المنبر»، حيث كان صديقه القديم جون كمشي مساعداً له. في يوم 24 ديسمبر من العام 1943، بدأت مجلة المنبر في الإصدار وكانت من تأليف «جون فريمان» - ربما في إشارة إلى السياسي البريطاني - في مقال قصير «هل الاشتراكيون سعداء؟»، التي نسبت على نطاق واسع ل أورويل، وانظر قائمة المراجع من جورج أورويل. كان أورويل من طاقم المجلة حتى عام 1945، الذي كان مشغولاً في كتاباته ومراجعاته للكتب لأكثر من 80 كتاب، بالإضافة لعمود مقاله الأسبوعي بعنوان «كما قلت من فضلك». لا يزال له كتابات وتعليقات لمجلات أخرى، وأصبح ناقداً يتمتع بالاحترام بين الدوائر اليسارية ولكن أيضا الأصدقاء المقربين من اليمينيين مثل بأول وأستور موغيريدج مالكولم. وبحلول أبريل نيسان 1944 أصبح كتاب مزرعة الحيوان جاهزة للنشر. عبر قولينز رفضه نشر الكتاب معتبرا أنه هجوم على النظام السوفيتي الذي كان حليفا حاسما في الحرب. لكن الكتاب حل محل ترحيب من الناشرين الآخرين (بما في ذلك ت. س. إليوت في فابر وفابر) حتى جوناثان اتفق على أخذه.
في مايو كان أتت الفرصة لأورويل لتبني طفل، وذلك بفضل اتصالات جوين ايلين اوشقانسي، ثم للطبيب أبون تاين. في شهر يونيو سقطت قنبلة في-1 المحلقة في شارع مورتيمر مما دعى أورويل لإيجاد مكان آخر للعيش فيه. اضطر أورويل لجمع أوراقه التي كان يعتمدها لكتبه وترتيبها خوفًاً من الضياع، والتي قرر نقلها من مدينة ويلنجتون، وقد شحنوا بعيدا عنه في عربة يدوية.
سقوط آخر للقنبلة غير خطة اورويل لنشر كتابه مزرعة الحيوان. اتخذ أورويل قرار زيارته لبيتر سموليث الذي اتضح لاحقاً انه يميل للاتحاد السوفيتي.
أمضى اورويل بعض الوقت في شمال شرق، قرب كارلتون، مقاطعة دورهام، للتعامل مع الأمور في تبني طفل سماه ريتشارد بلير هوراشيو. في شهر أكتوبر من العام 1944 أنها أقامت عائلة اورويل في ايسلينجتون في العاصمة لندن في شقة على الطابق السابع. انضم الطفل ريتشارد لهم هناك مما دعى ايلين لتخلى عن العمل لرعاية أسرتها. اتفق سيكير وWarburghad نشر كتاب مزرعة الحيوان، المزمع نشره في مارس التالي على الرغم من أنها لم تظهر في الطباعة حتى أغسطس 1945. قرب فبراير 1945 دعا ديفيد أستور أورويل أن يصبح مراسلا حربيا لصحيفة الاوبزرفر. وكان أورويل يبحث عن فرصة طوال فترة الحرب، ولكن تقاريره الطبية سمحت له بالمنع من التواجد في أي مكان قرب الأحداث. ذهب إلى باريس بعد تحرير فرنسا وإلى كولونيا حينما كانت محتلة من قبل الحلفاء.
عندما كان اورويل في باريس خضعت ايلين لعملية جراحية لاستئصال الرحم وقد توفيت في 29 مارس من عام 1945. قالت ايلين إنها لم تخبر اورويل عن العملية بسبب مخاوف بشأن التكاليف وأنها من المتوقع أن تتماثل للشفاء العاجل. عاد أورويل للمنزل لفترة من الوقت ومن ثم عاد إلى أوروبا. بعدها عاد اورويل إلى لندن لتغطية الانتخابات العامة لعام 1945 في المملكة المتحدة في بداية شهر يوليو. كتاب مزرعة الحيوان نُشر في بريطانيا في 17 آب من العام 1945 وبعدها بعام واحد نشر في الولايات المتحدة، في 26 أغسطس 1946.

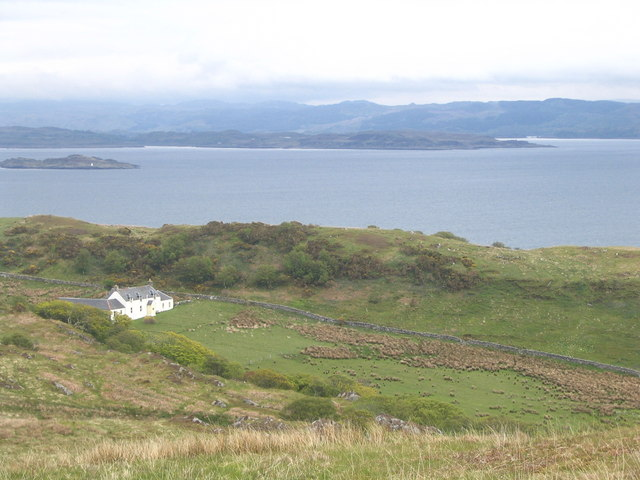
بيرنهل في جزيرة جورا

### جزيرة جورا وألف وتسعمائة وأربعة وثمانين
لاقى نشر كتاب مزرعة الحيوان صدى واسع لزمن ما بعد الحرب وقد لاقى صدى واسعاً في أنحاء العالم وبها تم معرفة شخصية اورويل.
بعد أربع سنوات من العمل في كلٍ من صحيفة المنبر والملاحظات والنشرة الإخبارية المسائية بمانشستر، وبعض المساهمات في المجلات الغير متداولة بشكل كثير في الشأن السياسي والأدبي مع الكتابة للرواية المعروفة والمفضلة ألف وتسعمائة وأربعة وثمانون والتي نشرت في عام 1949.
في السنة التالية بعد وفاة ايلين، نشر اورويل ما يقدر ب130 مقالاً غير نشاطه في مختلف الأحزاب السياسية. حاول اورويل توظيف مدبرة منزل تدعى سوزان واتسون لرعاية أبنه بالتبني في شقة ايسلينجتون والتي يصفها الزوار باسم الشقة «الكئيبة». في شهر سبتمبر هرب اورويل لمدة أسبوعين إلى جزيرة هبريدس الداخلية والتي كان يراها مكاناً جيدا للإبتعاد عن متاعب لندن الأدبية. كان صديقة ديفيد من يرتب له أموره في بعض شؤون حياته. كانت أسرة أستور عائلة ثرية تملك الكثير من العقارات في اسكتلندا مع زميلة ايتنون روبرت وكذا بالمثل في الجزيرة. خلال فصل الشتاء من 1945 إلى 1946 لم يقدم أورويل أي أمل أو ترحيب للزواج من الفتيات الصغيرات، بما في ذلك كيروان سيليا التي أصبحت في وقت لاحق شقيقة لآرثر كوستلر وبالمثل لكل من، سونيا براونيل التي كانت تعيش في نفس الطابق. عانى أورويل من نزيف السل في فبراير شباط 1946 ولكنه أنكر مرضه كثيراً. في عام 1945 أو أوائل 1946 كتب أورويل مقالا عن «فن الطهي البريطاني»، مع كامل الوصفات، وبتكليف من المجلس الثقافي البريطاني. ونظرا للعجز المادي ما بعد الحرب، اتفق الطرفان على عدم نشرها. ولكن مارجوري شقيقته توفيت من مرض الكلى في مايو أيار وبعد فترة وجيزة، في 22 مايو 1946، انطلق أورويل للعيش على جزيرة جورا
بارنيلي كانت مزرعة مهجورة مع مباني ملحقة بها قريب من الطرف الشمالي للجزيرة، وتقع في نهاية مسار 5 أميال (8كلم)، وكانت شديدة الوعورة من جهة أردلوسا حيث كان المالك يقيم ظروف المزرعة كانت بدائية لكن التاريخ الطبيعي والتحدي لتحسين المكان كان مغريا لأورويل. أخته الصغيرة أورفيل رافقته هناك وأيضا الروائي بول تيس ليكونوا معا فريقهم. في يوليو وصلت سوزان مع ريتشارد ابن اورويل والتي منها بدأت التوترات والتي كان ضمنها استخدام بعض مخطوطاته في إشعال النيران. في تلك الظروف كان اورويل لا يزال يكتب كتابه الف وتسعمائة وأربعة وثمانين. لاحقاً وصلت سوزان صديقة ديفيد والتي كان أحد المعجبين باورويل منذ أيام الدراسة مع اختلاف الظروف والذين كانا من أنصار الحزب الشيوعي، لكن لم يستطيعا البقاء فغادرا المكان بعد حين.
[[ملف:1984-Big-Brother.jpg|200px|تصغير|يمين|صورة تخيلية لشخصية الأخ الأكبر إحدى الشخصيات الرئيسية في رواية 1984
عاد اورويل إلى لندن في عام 1946 إلى الصحافة الأدبية مرة أخرى. هناك أصبح معروف ككاتب بعد تجاربه السابقة. عند زيارته لجزيرة جورا في عطلة نهاية السنة فضل البقاء في لندن والتي سجلت رقماً قياسياً في البرودة في تاريخها كله مع النقص الموجود في الوقود والتي اضطر أورويل فيها لحرق أثاثه الخاص ولعب الأطفال. كانت أيام ثقلية بالدخان الذي لوث المنطقة، وبعدها تم إصدار قانون حفظ البيئة في عام 1956 للمساعدة في نشر بيئة نظيفة. إضافة لذلك فقد حاول تنظيم حقوق النشر والناشرين مع كلٍ من كولينز ووبرج. في ذلك الوقت شارك في تحرير مجموعة بعنوان بمبليترس البريطانية مع رينولدز. ونتيجة لنجاح كتاب مزرعة الحيوان الذي كان اورويل يتوقع منه إيرادات ضخمة وإحصاء الأموال بمشاركة محاسبين مع شريكة جاك هاريسون. اقترحت الشركة الحصول على حقوق النشر والطبع باتفاقية مع اورويل ليتمكن من الحصول على مرتب من الكتاب. كان مؤسس الشركة جاك هاريسون التي أسسها في الثاني عشر من شهر سبتمبر من العام 1946 بوضع اتفاقية لهذه الخدمة والتي وكلها في وقت لاحق لزملائه المبتدئين بعد رحيله.
في شهر نيسان من عام 1947 رحل اورويل من لندن بعد ما انهى عقود الإيجار على شقة ايسلينجتون، بعدها رجع إلى جزيرة جورافي في فصل الشتاء الذي كان عاصفاً لإكمال كتابة كتابه 1948 وقد عمل جيداً لإتمامه خلال الصيف والخريف. خلال هذه الفترة زارته عائلة شقيقته. اعتزم اورويل قيادة قوارب لتخطي بحر جورا والتي كانت ستتسبب له في فقدان حياته والتي لم تكن في وقتها بصحة جيدة. في شهر ديسمبر كانون الأول تم استدعاء أخصائي أمراض الصدر للكشف على حالة اورويل والذي كان يعتقد بوجود مرض خطير الم به وقبل أسبوعين من عيد ميلاده في عام 1948 في شرق مدينة كيلبريد تم تشخيص مرض اورويل من قبل وزير الصحة انيورين بيفان في مستشفى هيرميرز. وبحلول نهاية شهر تموز من عام 1948 كان اورويل قادراً على العودة لجزيرة جورا والتي بوقتها قد انتهى من مخطوطته 1984. في يناير كانون من عام 1949 أصيب اورويل بحالة ضعف شديدة مما استدعى نقله لمشفى جلوسيسترشاير، يرافقه ريس ريتشارد.
تتألف مدينة كرانهام من سلسلة من الشاليهات الخشبية الصغيرة أو الأكواخ التي تقع في منطقة كوتسوولدز النائية بالقرب من ستراود التي كان يعيش فيها اورويل. في خلال ذلك الوقت صُدم زوار اورويل من ازدياد حالته سوءً لعدم فعالية العلاج المعطى له وتأزم المصادر المالية لديه، لكن بعد فترة استرد اورويل عافيته. كتب اورويل بعض الرسائل لأصدقائه يخبرهم عنه بما في ذلك صديقه باديكوم جيسنثا التي كشفت موهبته. في شهر مارس من عام 1948 زار اورويل كلاً من كيليا كاروين التي التحقت للتو بإدارة الهجرة وقسم المعلومات والبحوث التي شكلتها الحكومة لنشر الدعاية المناهضة للشيوعية. قدم اورويل قائمة لبعض الأشخاص غير المناسبين كمؤلفين في قسم المعلومات والبحوث بسبب ميولهم للشيوعية والتي تم نشر أسمائهم مؤخراً في عام 2003 والتي ضمت عدداً من أعضاء أحزاب ونواب في حزب العمال. لا زال اورويل يتعاطى الأدوية التي لم تقدم له شيئاً في تحسين صحته. في شهر يونيو من عام 1948 تم نشر كتابه (1984) الذي تم الإشادة به من بعض النقاد.

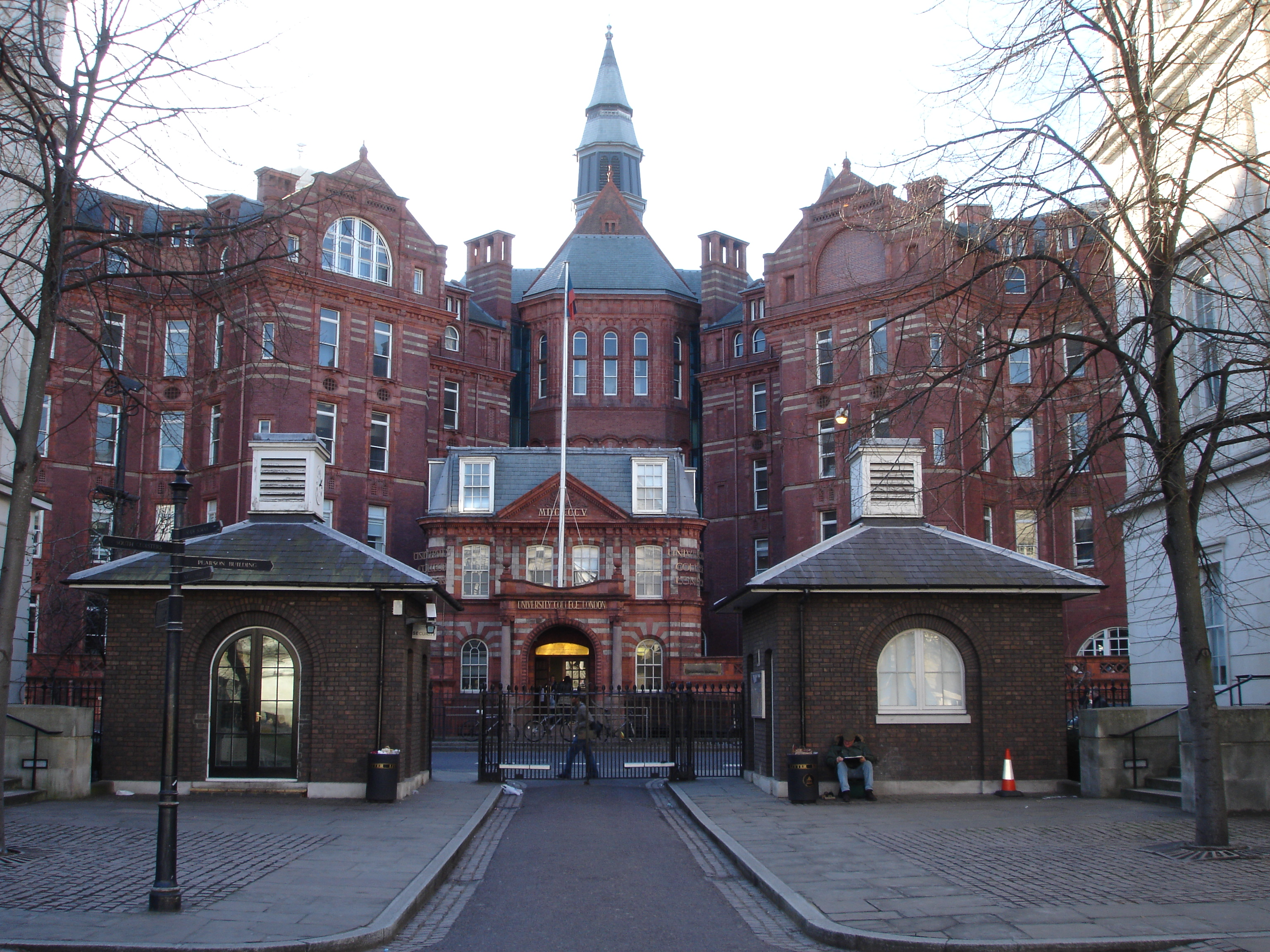
جامعة مستشفى الكلية حيث مات أورويل

### الأشهر الأخير لأرويل ووفاته
أستمرت حالة أرويل الصحية بالتدهور وذلك بعد تشخيص اصابته بمرض السل في ديسمبر 1947.في صيف عام 1949 وبعد محاولات غزلية من أورويل لجذب سونيا برونويل، انتهى الأمر بإعلان زواج صيفي في سبتمبر من نفس العام، قبل فترة بسيطة من ذهابه المستشفى الجامعي في لندن. لقد تسبب هذا الأمر في احداث قلق لأصدقاءه القدامى موغريدج. وفي الوقت الذي تم فيه إعلان الزيجة، أرسلت اريول هارسون محاسب إلى المسشتفى حيث يرقد أرويل، ودعي ليصبح مدير لشركة GOP المحدودة ولكن لسوء الحظ لم يكن هنالك شاهد مستقل.
إن المثير بالأمر ان ارويل اقام حفلة زواجه بالغرفة 13 بالمستشفى في يوم 13 أكتوبر من عام 1949 بحضور ديفيد وأستور كأشبين. وبينما كانت حالة أرويل الصحية تتدهور أكثر فأكثر فقد زاره مجموعة لابأس بها من المعارف كموغريدج كونولي، فرويد لوسيان، سبندر ستيفن، ايفلين وا، بوتس بول انتوني بول، ونظيره المعلم ايتون جاو.
في غضون تلك الزيارات، طرحت أفكار وخطط للذهاب إلى جبال الألب في سويسرا، كما عقدت أيضا اجتماعات مع محاسبه بالوقت نفسه الذي أعلن فيه عن السيد هارسون والسيدة بلير كمديرين للشركة، وتم التأكيد من قبل هارسون على أن بنود الاتفاقية نفذت بشكل صحيح وأن حقوق النشر تؤول لشركتهم. بحلول عيد الميلاد بدأت صحة ارويل بالتدهور مجددا. وفي مساء يوم 20 يناير من عام 1950 زاره بوتس ارويل لكنه تراجع عندما وجده غارقا بالنوم. ورغم ذلك، فقد تم جدولة زيارة له في وقت آخر من قبل جاك هارسون الذي ادعى ان ارويل قدم له حصته البالغة 25% من اسهم الشركة.
وفي صباح يوم الحادي والعشرين من يناير تسبب انفجار أحد الشرايين الموصلة لرئتي ارويل في وفاته عن عمر يناهز السادسة والأربعين.

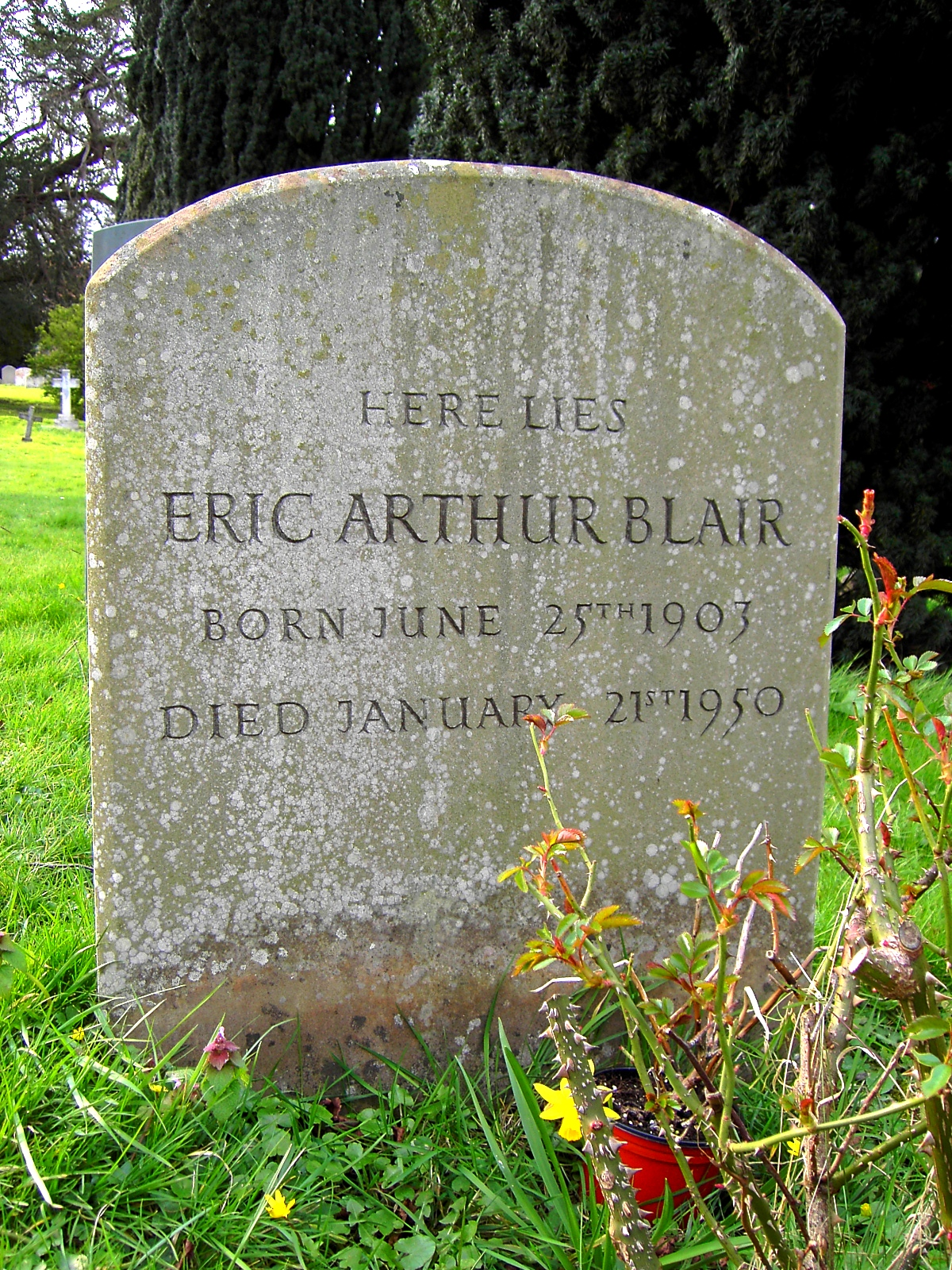
قبر جورج أورويل

لقد أوصى ارويل بدفنه وفقا لتقاليد الكنيسة الأنجيلية في أقرب كنيسة له في المكان الذي يموت فيه، وقد أثار عدم وجود مكان شاغر في مقابر لندن قلق أرملته، إضافة إلى الخوف من عمليات حرق قد تطال هذه المقابر وقد ناشدت المعارف والاصدقاء بالبحث عن مساحة في المقابر لزوجها الراحل على أن تكون في محيط لندن.
ديفيد استور وهو أحد معارف ارويل وقد عاش سابقا في قرية سيتون كورتيناي التابعة لدويلة اكسفوردشاير، تفاوض مع أحد النواب من أجل دفن ارويل في مقبرة القديسين مع انه لا يملك صلة بأي شكل مع القرية.
وقد كتبت هذه المرثية على شاهد قبر أرويل: «هنا يرقد ارك آرثر بلير، ولد في 25 يوليو 1903 وتوفي في 21 يناير 1950» وليس هنالك ما يشير لاسمه الآخر.
ترعرع ريتشارد بلير وهو ابن ارويل على يد إحدى النساء بعد وفاة والده. ومع أن تاريخ والده يحظى باهتمام إلا أنه لم يحصل على تلك الشعبية والظهور. وقد عمل بلير موظفا في الحكومة البريطانية كوكيل زراعي.
في العام 1979 رفعت سونيا ارملة ارويل دعوى قضائية في المحكمة العليا ضد هاريسون الذي نقل 75% من أسهم الشركة لصالحه مما جعل الشركة تفقد قيمتها المادية وتبدد أصولها. ورغم أنه كانت تملك كل الادلة ضد هاريسون إلا أن المرض غافلها وفي نهاية المطاف اقأمت هي وهاريسون تسوية مادية خارج اطار المحكمة. توفيت سونيا عن عمر يناهز الثانية والستين في 11 ديسمبر 1980.

## أعماله الأدبية والكتابية
أمضى معظم حياته المهنية في كتابة المقالات والاعمدة في الصحف والمجلات وفي تأليف إصداراته من الكتب مثل كتابه نزولا إلى باريس وخروجا إلى لندن (واصفا حالة من الفقر حلت بهذه المدن)، الطريق إلى ويجن بيير (واصفا الظروف المعيشية للفقراء في شمال إنجلترا والفجوة المعيشية) إضافة إلى كتابه، تكريم كاتلونيا. ووفقا إرفنج هاو فقد كان ارويل «أفضل كاتب إنجليزي من بعد هازلت وربما من بعد جونسون».
يعتقد معظم القُراء في الوقت الحالي على اعتبار أن اورويل كاتب روائي خصوصا بعد النجاح الذي حققته «مزرعة الحيوان» و«1984». الأولى تشرح الانحدار الذي طال الاتحاد السوفياتي عقب الثورة الروسية وصعود الستالينية، أما الثانية فتتحدث عن الحياة في ظل الحكم الشمولي. غالبا ما تقارن هذه الرواية برواية شجعان العالم الجديد لكاتبها ألدوس هكسلي. وكلا الروايتين يتشابهان من حيث الدولة التي تمارس قوتها وسيطرتها الكاملة على الحياة الاجتماعية. وقد حظيت رواية أرويل "1984 " على جائزة برومثيوس للأداب بالإضافة إلى رواية فهرنهايت 451 لكاتبها راي برادبري. وتكرر الأمر ذاته ولكن مع رواية مزرعة الحيوان في عام 2011.
راوية الخروج للهواء، الرواية الأخيرة لارويل التي كتبها قبل الحرب العالمية الثانية، وقد كانت أكثر رواياته إظهارا للثقافة والمظاهر الإنجليزية، حيث تختلط مظاهر الطفولة المثالية مع الحياة ثيم سايز لبطل الرواية جورج باولنج. الرواية لا تبعث على التفاؤل حيث الرأسمالية والثورة الصناعية التي قتلتك ماضي إنجلترا العريق. عائليا كان باولنج من معتنقي الأفكار الشمولية لبوركينو، ارويل، سيلون، وكلستر وهذا المقطع من الرواية على لسان باولنج يدعم ذلك: «هلتر شئ مختلف وكذلك ستالين، فهم ليسو هؤلاء الذين كانوا يقطعون الرؤوس لمجرد المتعة، انهم شئ مختلف لم يسمع به من قبل».

### الاتجاه الأدبي
من ضمن مقتطفات من السيرة الذاتية كان قد ارسله ارويل لمحرري الصحف في عام 1940، كتب قائلا: «ان أكثر من اقرأ لهم من الكُتاب دون ملل هم شكسبير وسويف وفلدنغ وديكنز وتشارلز رد وفلوبير. ومن الكتاب في العصر الحديث جيمس جويس، اليوت ولورنس لكن يبقى سومرست موم من أكثر الكتاب ممن تأثرت بهم في العصر الحديث بسبب ما تميز به من القدرة على السرد القصصي بشكل مباشر دون أي تكلف لغوي». وفي موضوع آخر اشار ارويل بقوة أعمال جاك لندن وعلى وجه الخصوص كتابه «الطريق». الرواية تكشف كيف يجعل الفقر حياة الناس في الهاوية ممثلة في شخص أمريكي تنكر على شكل بحار من أجل ان يستكشف الفقر في شوارع لندن. في مقال لأرويل كتبه في عام 1946 بعنوان «السياسة مقابل الأدب: دراسة لرحلات جالفير» كتب التالي: «إذا قدر لي ان احتفظ بكتاب من بين الكتب التي تخلصت منها، سيكون كتاب رحلات بوت جيلفر من بينها».
من ضمن الكتاب الذين أعجب بهم ارويل كان: رالف واردو ايمرسون، تشيرترتون، جسون جورج غراهام غرين، هرمان ملفل هنري ميلر، توبياس سمولت، مارك توين، وجوزيف كونراد ويفغيني زامرتيان.
كما كان معجبا ومنتقدا بذات الوقت لـ روديار كبلنغ. مشيدا به ككاتب وكشاعر جيد لكنه سئ أحيانا واعماله تبدو كشئ غير حقيقي ملئ بالحس مثير للاشمئزاز اخلاقيا وجماليا لكن بذات الوقت لايمكن إغفال أنه مغري في كتاباته وقادر على التحدث عن الواقع بطريقة لا يستطيع أن يصل إليها الكتاب المتنورون.

### أرويل كناقد أدبي
طوال حياته وباستمرار كان أورويل يدعم نفسه كناقد أدبي، ككاتب يقضي وقتا طويلا في الكتابة باحتراف مما أثر في النقد الأدبي. كتب كخاتمة لمقاله 1940 متحدثا عن شارلز ديكنز:«عندما يقرأ المرء أي قطعة كتابية مفردة بتركيز يشعر وكأنما هنالك وجه ما خلف هذه الصفحة. ولا يعني ذلك بالضرورة مواجهة الكاتب بشخصيته الحقيقية في النص. أشعر أن هذه الظاهرة واضحة جدا في كتابات كل من سويفت، ديفو، فيلدينغ، ستندال، ثاكيراي وفلوبير، وإن كان في كثير من الأحوال لا أعرف مالذي يشبهه هؤلاء الناس ولاتراودك الرغبة في معرفة ذلك. مع ان المفترض أن ما يراه الشخص هو وجه الكاتب كيفما كان. في حالة ديكنز أرى وجهه مختلف تماما عن تلك التي يظهر بها في الصور على الرغم ان هنالك ثمة تشابه بينه وبينها. أنه وجه رجل ينتمي لأربعون بلدا مع لحية شامخة ملونة، يبتسم بينما الغضب يختلط بتلك الابتسامة، ويمكن وصف هذا بالانتصار وليس الشر. إنه وجه رجل يحارب دائما ضد كل الأشياء كالذي يحارب بالعراء وهو ليس خائفا. وجهه وجه رجل متمادٍ بالغضب وبعبارة أخرى كأنه من ليبراليي القرن التاسع عشر وكأنه مشروع عبقرية مستقلة يكره العنصرية وإثارة الكراهية ويؤمن بالمساواة مع كل المعتقدات التقليدية والتي تكافح الآن من أجل أرواحنا.»

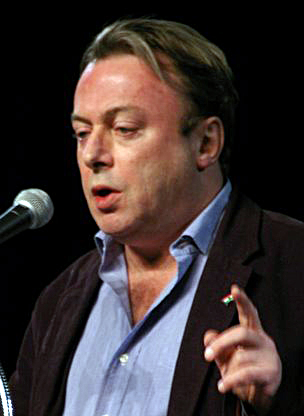
الصحافي والمفكر العام كريستوفر هتشنز واحد من العديد من الكتاب الذين تأثروا بسياسة اورويل واستخدامه اللغوي

### ردود الأفعال حول أعمال أرويل
تطرق آرثر كولستر لأرويل قائلا: «الأمانة الفكرية لا هوداة فيها وهي التي جعلته يبدو وكأنه ليس إنسانا في بعض الأحيان».
بن واتنسبجراستيتد قال: «كتابة ارويل تفضح النفاق الفكري أينما وجد».
ووفقا للمؤرخ بريندون بيرس: " اورويل كان قديسا يجيد الأخلاق منذ أيامه الأولى وقد قال عنه مسؤوله بالبي بي سي رايموند وليامز: " إن اورويل بلا شك اما انه قد تم تهيأته ليكون قديسا أو يحرق على الوتد!"
وفي المقابل وصف رايموند وليامز ارويل في مراجعات كتبها عن اليسار الجديد: «لدي انطباع رائع عن هذا الرجل الغارق بالتجارب والذي يتحد عن الأشياء بطريقة مباشرة»
كريستوفر نوريس، صرح بأن ارويل: «إن لأورويل تجربة صفوية عميقة من أجل المستقبل، كان مفترضا أن الحقيقة شئ يجب أن يقال مباشرة كما هي – لا يبدو أنه ساذج ولكن يستحق اللوم لأنه يخدع ذاته»
وقد حلت أعمال ارويل بمكانها الخاص في مناهج الأدب الدراسية في إنجلترا مثلا مزرعة الحيوان قررت للتعليم الثانوي واما روايته الأخرى [1984] قد قررت لمن هو تحت مستوى التعليم الجامعي (المستوى أ). واشار الآن براون ان هذه خطة لادخال المضمون السياسي في الممارسات التعليمية.
ذكر المؤرخ جون ريدون: «اقر جون بودهيرتز بأنه لو كان ارويل اليوم على قيد الحياة سيكون مؤيدا للمحافظين الجدد وضد اليسار ويبقى السؤال إلى أي مدى يمكنك التنبؤ بالمواقف السياسية لرجل قتله الرصاص أكثر من مرة ؟»
في كتاب «انتصار ارويل» لكاتبه مريستوفر هتشنز، يقول: «وردا على الاتهام بالتناقض فإن ارويل ككاتب كان يستنزف طاقته إلى أبعد مدى وبعبارة أخرى كان شخصا لم يتوقف عن العمل من أجل الذكاء وتحسينه»
يقول جون ريدون موضحا: «من الأشياء التي لا يمكن انكارها هي تصريحات ارويل المحافظة» ويضيف: «وهذه سهلت على الآخرين حشر اسمه في ضمن سلسلة أعمال وانتهاكات لا علاقة له بها، انها تبدو سياسة انتقائية»
ويرجع ريدون إلى مقال ارويل «لماذا اكتب ؟» الذي يصف فيها الحرب الإسبانية الأهلية بأنه «بركة ماء مليئة بالخبرات والتجارب السياسية التي يؤمن بها» مضيفا بأن: «الحرب الإسبانية وغيرها من الاحداث بين عام 1936 و1937 غيرت كل المقاييس بعدها عرفت بالتحديد اين يجب أن أقف، لقد كتبت كل اسطري بجدية لقد نبذة الاستبداد وباركت وذكرت الاشتراكية الديمقراطية حسب فهمي الخاص»
كتب فيفل عن ارويل قائلا: «لديه خبرة لا مثيل لها ومشواره الكتابي كان اشبه بنضال فقد واجه الفقر والذل، كتب عن الحلو والمر في حياة الأحياء الفقيرة، إن أهم ما يمتاز به اورويل أنه حول التجربة إلى نوع من الكتابة»

### الكتابة عن الطعام
في عام 1946، كلف المجلس الثقافي البريطاني أورويل بكتابة مقال عن الطعام البريطاني كجزء من حملة لتعزيز العلاقات البريطانية في الخارج. في مقال بعنوان بريتيش كوكيري (فن الطبخ البريطاني)، وصف أورويل النظام الغذائي البريطاني بأنه «نظام غذائي بسيط، ثقيل إلى حد ما، ربما بربريًا قليلًا» وهو نظام غذائي فيه تُعد «المشروبات الساخنة مقبولة في معظم ساعات اليوم». يناقش طقوس وجبة الإفطار في المملكة المتحدة، حيث يقول: «هذه ليست وجبة خفيفة، بل إنها وجبة جدية. الساعة التي يتناول فيها الناس وجبة الإفطار هي بالطبع محكومة بالوقت الذي يذهبون فيه إلى العمل». كتب أورويل أن احتساء الشاي في المملكة المتحدة يتكون من مجموعة متنوعة من الأطباق المالحة والحلوة، ولكن «لن يُعتبر أي شاي جيدًا إذا لم يتضمن نوعًا واحدًا على الأقل من الكعك». أضاف أورويل أيضًا وصفة للمرملاد (مربى الفواكه)، وهو أحد الأطعمة البريطانية المنتشرة التي يشتهر وضعها على الخبز. على الرغم من ذلك، رفض المجلس الثقافي البريطاني نشر المقال على أساس أن الكتابة عن الطعام في وقت التقنين الصارم في المملكة المتحدة قد تثير المشاكل. في عام 2019، عُثِر على المقال في أرشيف المجلس الثقافي البريطاني إلى جانب خطاب الرفض الخاص به، وأصدر المجلس الثقافي البريطاني اعتذارًا رسميًا لأورويل بشأن رفض مقال بتكليف.

### الثقافة الحديثة
في عام 2014، عرضت مسرحية كتبها الكاتب المسرحي جو ساتون بعنوان أورويل في أمريكا من قبل شركة المسرح نورثيرن ستيج في قرية وايت ريفر جانكشن بولاية فيرمونت. كانت المسرحية عبارة عن رواية وهمية عن قيام أورويل بجولة كتابية في الولايات المتحدة (وهو شيء لم يفعله أبدًا في حياته). انتقلت إلى خارج برودواي في عام 2016.
افتُتِحَ مسقط رأس أورويل، وهو بنغل في موتيهاري بولاية بهار في الهند، كمتحف في مايو 2015.

### التمثال

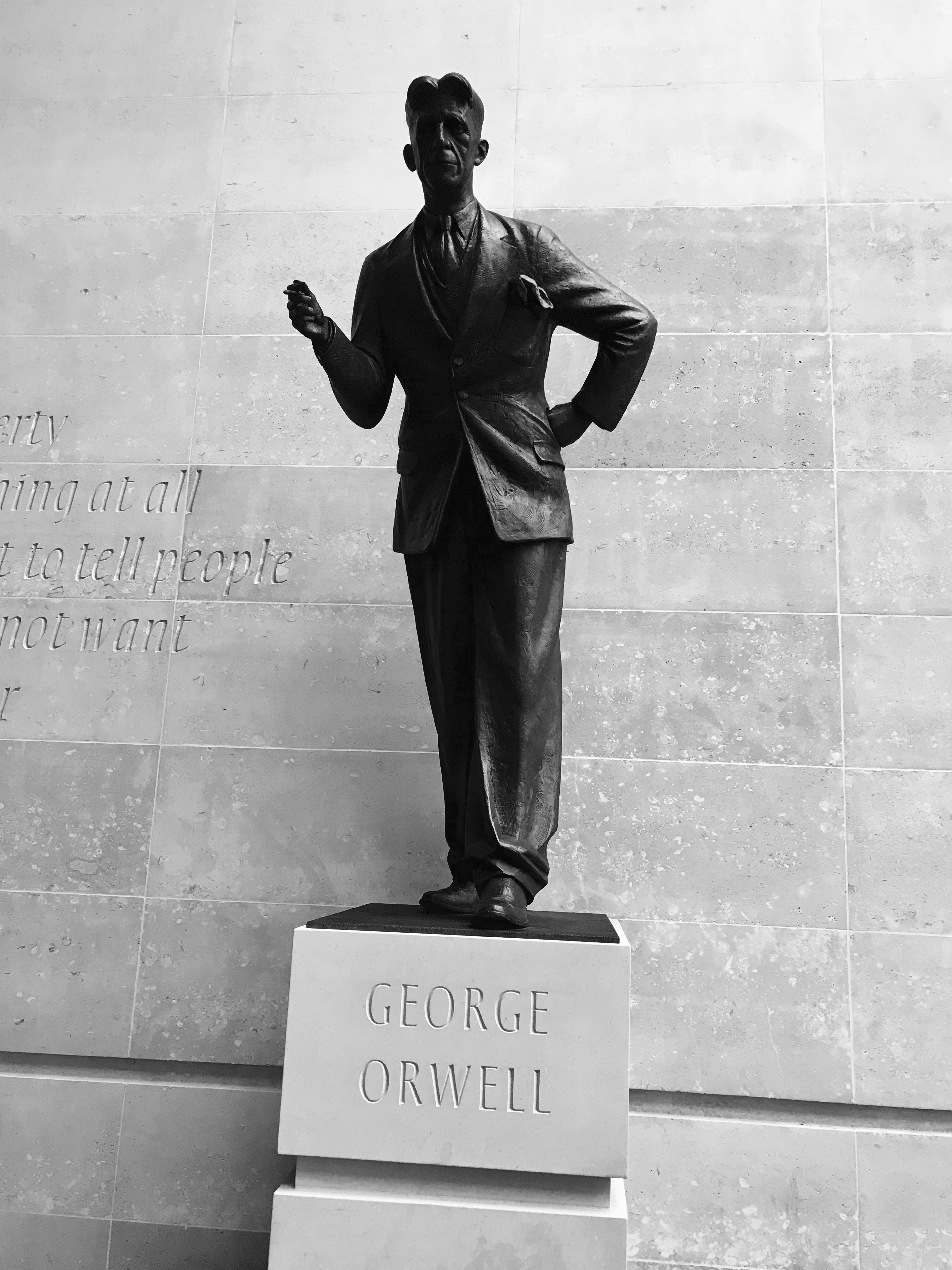
مثال جورج أورويل خارج دار البث في مقرات هيئة الإذاعة البريطانية

كُشِفَ عن تمثال لجورج أورويل، منحوتًا من قبل النحات البريطاني مارتن جينينغز، في 7 نوفمبر 2017 خارج البرودكاستينج هاوس، مقر هيئة الإذاعة البريطانية بي بي سي. الجدار وراء التمثال منقوش عليه بلعبارة التالية: «إذا كانت الحرية تعني أي شيء على الإطلاق، فهي تعني الحق في إخبار الناس بما لا يريدون سماعه». هذه كلمات من مقدمته المقترحة لأنيمال فارم (مزرعة الحيوانات)، وهي بمثابة صيحة تحشيد من أجل فكرة حرية التعبير في مجتمع مفتوح.

### تأثيره على الكتابة واللغة
في مقالته التي كتبها في عام 1946 والمعنونة بـ «السياسة واللغة الإنجليزية» كتب ارويل عن أهمية الوضوح اللغوي بحجة انه يمكن استخدام الكتابة كأداه للتلاعب السياسي لأنها تحاكي انماط التفكير لدينها فنتقبلها، لا تستخدم أبدًا الاستعارة أو التشبية أو أي صيغة بلاغية أخرى اعتدت أن تراها بشكلها النهائي.
- لا تستخدم أبدًا كلمات طويلة حيث يمكنك استخدام أخرى قصيرة لها نفس المعنى.
- إذا أمكنك الاستغناء عن كلمة من النص، افعل ذلك.
- لاتستخدم أبدًا صيغة المبني للمجهول حيث يمكنك استخدام المبني للمعلوم.
- لاتستخدم أبدًا كلمة أجنبية أو كلمة علمية أو كلمة ذات رطانة إن أمكنك التفكير بكلمة يومية نظيرة لها.
- كسر هذه القواعد أسرع من قول أي شيء همجي بصراحة.[120]

### طفولته

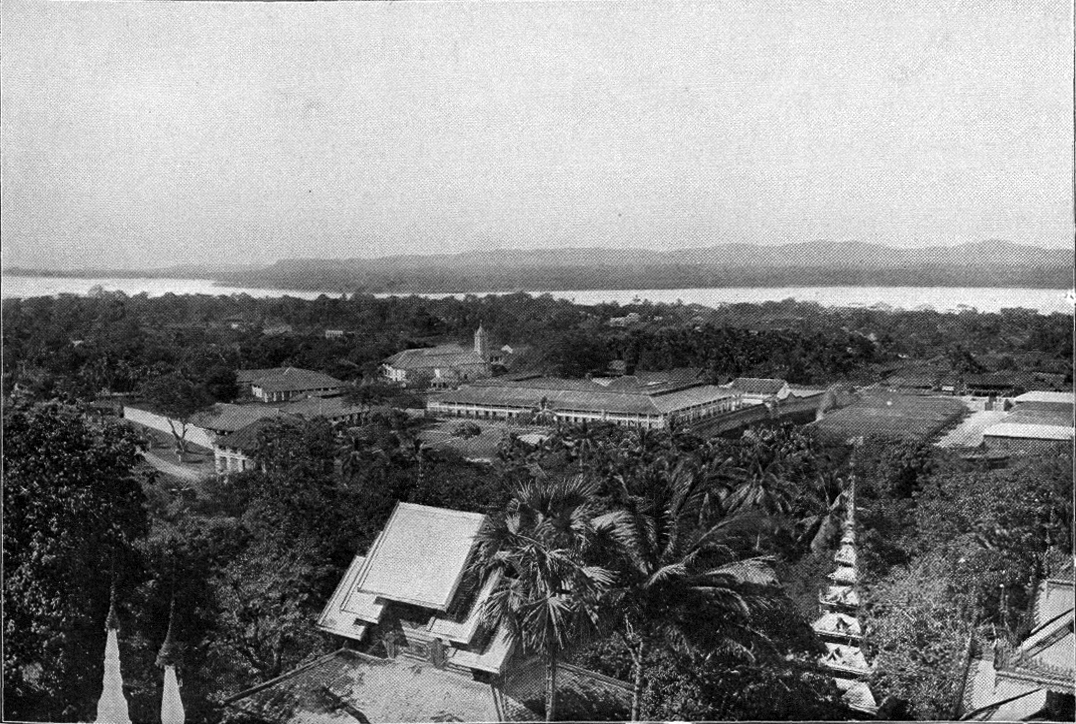
صورة مدينة ملمين ببورما والتي اقام بها أورويل في بداية حياته

### وجهات نظره السياسية

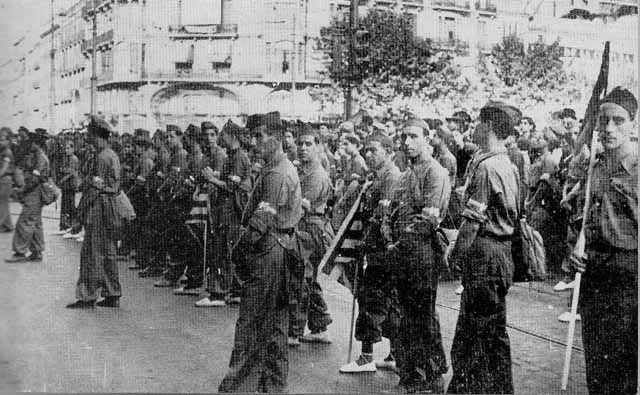
صورة للمتطوعين الجمهوريين أثناء الحرب الأهلية الأسبانية عام 1938

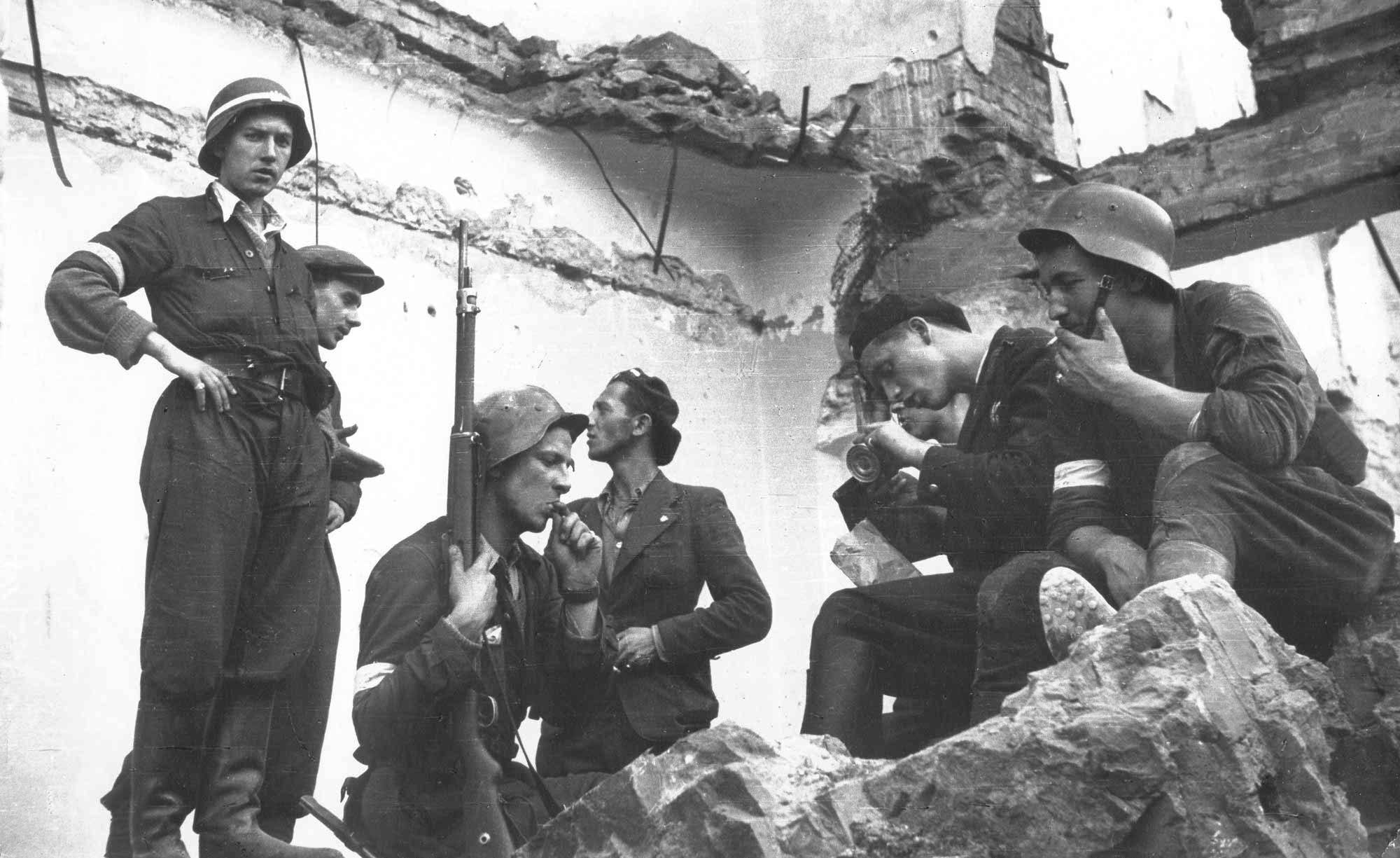
صورة من انتفاضة وارسو عام 1944

### نشاطاته الاجتماعية

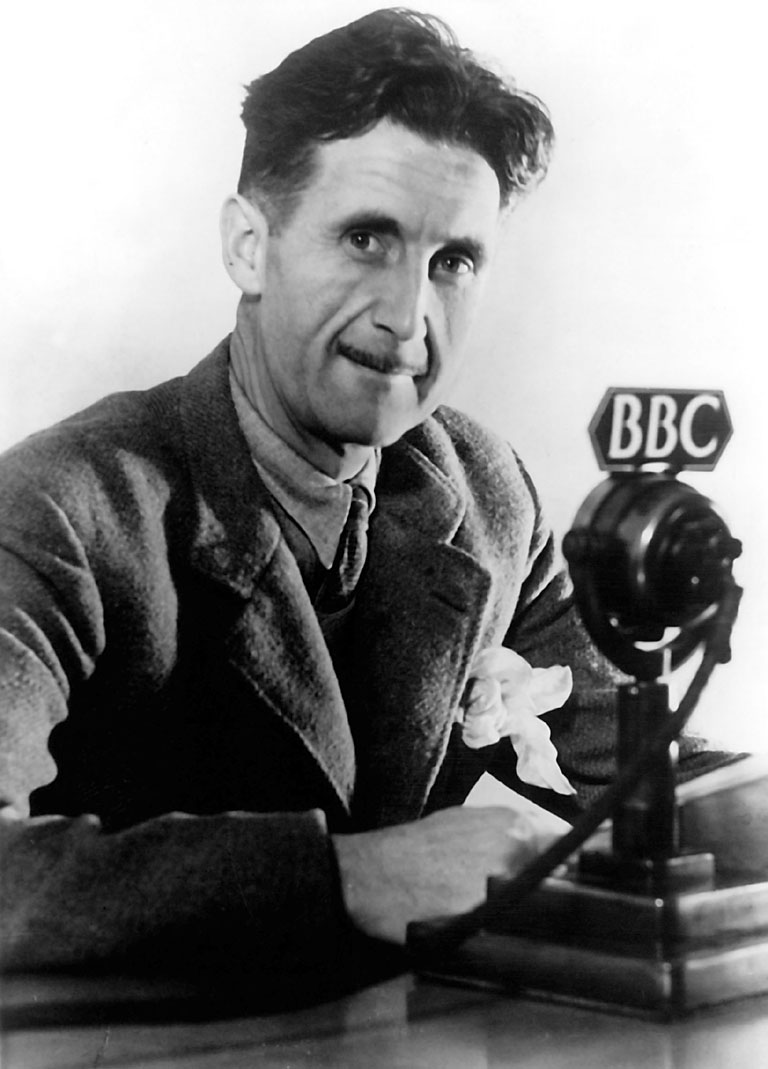
جورج أورويل أثناء عمله في بي بي سي عام 1940

## المؤلفات

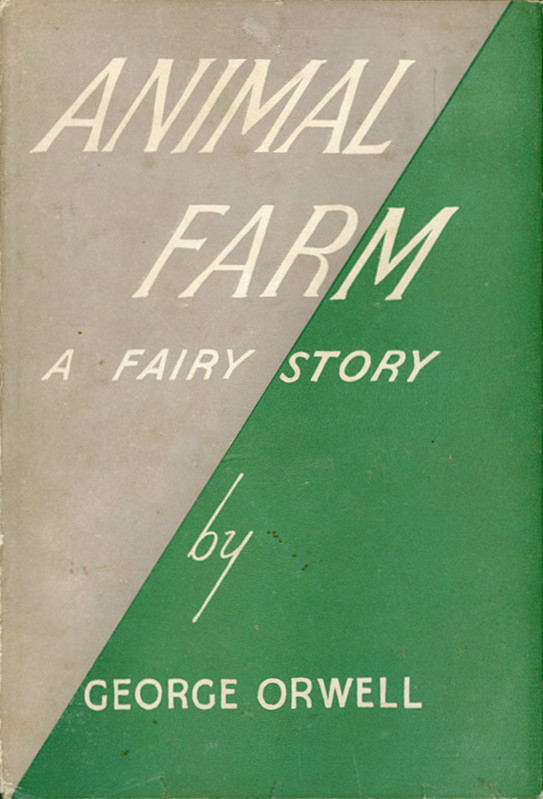
صورة غلاف الإصدار الأول لرواية مزرعة الحيوان